# Danh sách nhà phát minh
Danh sách các nhà phát minh được ghi nhận.

## Danh sách theo bảng chữ cái

### A
- Vitaly Abalakov (1906–1986), Nga – các thiết bị cam, móng neo leo băng không răng ren Abalakov (hay ren chữ V)
- Ernst Karl Abbe (1840–1905), Đức – Bình ngưng (kính hiển vi), thấu kính tiêu sắc phức, khúc xạ kế
- Hovannes Adamian (1879–1932), USSR/Nga – nguyên lí ba màu của tivi màu
- Samuel W. Alderson (1914–2005), Hoa Kỳ - thử nghiệm kiểm tra sự cố
- Alexandre Alexeieff (1901–1982), Nga/Pháp– hoạt ảnh Pinscreen (cùng với vợ của ông ta Claire Parker)
- Rostislav Alexeyev (1916–1980), Nga/USSR – Ekranoplan
- Bruce Ames (sinh năm 1928), Mỹ –  kiểm tra Ames (sinh học tế bào)
- Giovanni Battista Amici (1786–1863), Ý – Dipleidoscope, lăng trụ Amici
- Mary Anderson (1866–1953), Mỹ - lưỡi gạt nước kính chắn gió
- Momofuku Ando (1910–2007), Nhật - Mì ăn liền
- Hal Anger (1920–2005), Mỹ – bộ đếm a.o. Well (đo độ phóng xạ), camera gamma
- Anders Knutsson Ångström (1888–1981), Thụy Điển – nhật xạ kế
- Ottomar Anschütz (1846–1907), Germany – single-curtain focal-plane shutter, electrotachyscope
- Hermann Anschütz-Kaempfe (1872–1931), Đức – compa gyro
- Virginia Apgar (1909–1974), Mỹ –  chỉ số Apgar (cho trẻ mới sinh)
- Nicolas Appert (1749–1841), Pháp – đóng hộp thực phẩm sử dụng chai thủy tinh, cũng có thể xem Peter Durand
- Archimedes (c. 287–212 BC), Hy Lạp – trục vít Archimedes
- Guido of Arezzo (c. 991–c. 1033), Ý – tay Guidonian, kí hiệu âm nhạc, khuông nhạc (âm nhạc)
- Ami Argand (1750–1803), Pháp – đèn Argand
- William George Armstrong (1810–1900), Anh – bình tích áp thủy lực
- Neil Arnott (1788–1874), Anh – đệm nước
- Joseph Aspdin (1788–1855), Anh – xi-măng Portland
- John Vincent Atanasoff (1903–1995), Bun-ga-ry/Mỹ – máy tính kĩ thuật số hiện đại

### B
- Charles Babbage (1791–1871), Anh – máy phân tích (bán tự động)
- Victor Babeș (1854–1926) Romania – Babesia, người phát minh liệu pháp huyết thanh
- Leo Baekeland (1863–1944), Bỉ – Hoa Kỳ – giấy chụp hình Velox và Bakelite
- Ralph H. Baer (1922–2014), người Đức sinh ở Mỹ – máy chơi game video
- Adolf von Baeyer (1835–1917), Đức – a.o. Fluorescein, thuốc nhuộm màu chàm tổng hợp, Phenolphthalein
- John Logie Baird (1888–1946), Scotland – TV cơ điện, TV màu điện tử
- Abi Bakr of Isfahan (c. 1235), Ba Tư/ Iran– kính thiên văn bánh răng cơ khí với lịch âm dương
- George Ballas (1925–2011), Mỹ – máy cắt cỏ cắt bằng dây xích
- Vladimir Baranov-Rossine (1888–1944), Nga/Pháp –  Dương cầm Optophonic
- John Barber (1734–1801), Anh – tuabin khí
- John Bardeen (1908–1991), USA – đồng phát minh transitor
- Vladimir Barmin (1909–1993), Nga – tổ hợp phóng tên lửa đầu tiên (từ sân bay vũ trụ)
- Anthony R. Barringer (1925–2009), Canada/USA – hệ thống điện từ trong không khí INPUT (xung cảm ứng ngắn hạn)
- Earl W. Bascom (1906–1995), Canada/USA - modern rodeo bucking chute (1916 and 1919), rodeo bronc saddle (1922), rodeo bareback rigging (1924), modern rodeo riding chaps (1926)
- Nikolay Basov (1922–2001), Nga – Đồng sáng chế laser và maser
- Émile Baudot (1845–1903), Pháp – Mã Baudot
- Eugen Baumann (1846–1896), Đức – PVC
- Trevor Baylis (born 1937), Anh – máy phát thanh vô tuyến điện phát điện bằng tay quay
- Francis Beaufort (1774–1857), Ireland/UK – thang đo Beaufort, mã Beaufort
- Arnold O. Beckman (1900–2004), USA – đồng hồ đo pH bằng điện
- Vladimir Bekhterev (1857–1927), Nga – hỗn hợp Bekhterev
- Josip Belušić (1847–?), Croatia – đồng hồ đo tốc độ bằng điện
- Alexander Graham Bell (1847–1922), Anh, Canada, và Mỹ – điện thoại
- Nikolay Benardos (1842–1905), Đế quốc Nga – hàn hồ quang (hàn điện hồ quang than, phương pháp hàn điện hồ quang đầu tiên)
- Ruth R. Benerito (1916–2013), USA – ép là vĩnh cửu (quần áo không cần là)
- Miriam Benjamin (1861–1947), Washington, D.C. – ghế báo hiệu và chuông (được thông qua bởi Hạ viện và là tiền thân của hệ thống tín hiệu tiếp viên hàng không)
- William R. Bennett, Jr. (1930–2008), cùng với Ali Javan (1926–), USA/Iran –  laser khí (Helium-Neon)
- Melitta Bentz (1873–1950), Đức – bộ lọc cà phê bằng giấy
- Karl Benz (1844–1929), Đức – Xe ô tô chạy bằng xăng
- Hans Berger (1873–1941), Đức – phép ghi điện tâm đồ trên người đầu tiên và những cải tiến của nó
- Friedrich Bergius (1884–1949), Đức – phương pháp Bergius (tổng hợp dầu từ than)
- Emile Berliner (1851–1929), Đức và Mỹ – máy hát quay đĩa
- Tim Berners-Lee (sinh năm1955), Anh – cùng với Robert Cailliau, World Wide Web
- Marcellin Berthelot (1827–1907), Pháp – thuốc thử Berthelot (hóa học)
- Max Bielschowsky (1869–1940), Đức – thuốc nhuộm Bielschowsky (mô học)
- Alfred Binet (1857–1911), Pháp – cùng với sinh viên của ông ấy là Théodore Simon (1872–1961), bài kiểm tra trí thông minh thực tế đầu tiên
- Lucio Bini (1908–1964), cùng với Ugo Cerletti (1877–1963), Ý – liệu pháp sốc điện
- Gerd Binnig (born 1947), cùng với Christoph Gerber, Calvin Quate và Heinrich Rohrer, Đức/Thụy Sĩ/Mỹ– kính hiển vi lực nguyên tử và kính hiển vi quét xuyên hầm
- Clarence Birdseye (1886–1956), Mỹ – kết đông cực nhanh
- Laszlo Biro (1899–1985), Hungary – bút bi hiện đại
- Thor Bjørklund (1889–1975), Na Uy – máy cắt pho mát
- J. Stuart Blackton (1875–1941), Mỹ – phim hoạt hình tĩnh vật
- Otto Blathy (1860–1939), Hungary – Đồng phát minh của máy biến áp, đồng hồ đo công suất, dòng điện xoay chiều (AC) và tuabin phát điện
- John Blenkinsop (1783–1831), Anh – Hệ thống đường sắt có thanh răng Blenkinsop
- Charles K. Bliss (1897–1985), Áo-Hung/Úc – các kí tự Bliss
- Katharine B. Blodgett (1898–1979), Anh – Kính không phản quang
- Alan Blumlein (1903–1942), Anh – âm lập thể
- David Boggs (born 1950), Mỹ – Ethernet
- Nils Bohlin (1920–2002), Thụy Điển – đai an toàn ba điểm
- Charlie Booth (1903–2008), Úc – khối khởi động
- Sam Born (1891–1959), Nga/USA – máy làm kẹo que
- Jagdish Chandra Bose (1858–1937), Ấn Độ – Crescograph
- Matthew Piers Watt Boulton (1820–1894), Anh – cánh liệng
- Seth Boyden (1788–1870), USA – máy làm đinh
- Herbert Boyer (sinh năm 1936), cùng với Paul Berg (1926–), và Stanley Norman Cohen (1935–), Mỹ – Tạo ra sinh vật biến đổi gen đầu tiên
- Willard Boyle (1924–2011), cùng với George E. Smith (1930–), Mỹ – thiết bị ghép điện tích (CCD)
- Hugh Bradner (1915–2008), Mỹ – đồ lặn
- Louis Braille (1809–1852), Pháp – hệ thống chữ viết Braille, kí tự âm nhạc Braille
- Jacques E. Brandenberger (1872–1954), Thụy Sĩ – Cellophane
- Édouard Branly (1844–1940), Pháp – đèn dẫn sóng
- Charles F. Brannock (1903–1992), Mỹ – thiết bị Brannock (đo cỡ giầy)
- Walter Houser Brattain (1902–1987), Mỹ – đồng phát minh transistor
- Karl Ferdinand Braun (1850–1918), Đức – dao động kí ống chân không
- Stanislav Brebera (1925–2012), Cộng hòa Séc – chất nổ Semtex
- David Brewster (1781–1868), Anh – Kính vạn hoa
- Rachel Fuller Brown (1898–1980), Mỹ – Nystatin, kháng sinh kháng nấm đầu tiên trên thế giới
- William C. Brown (1916–1999), Mỹ – Bộ khuếch đại trường chéo
- Friedrich Wilhelm Gustav Bruhn (1853–1927), Đức – đồng hồ tính tiền trên xe taxi
- Nikolay Brusentsov (1925–2014), Liên bang Xô viết, Nga – máy điện toán tam phân (Setun)
- Dudley Allen Buck (1927–1959), Mỹ – A.o. Cryotron, bộ nhớ địa chỉ nội dung
- Edwin Beard Budding (1795–1846), Anh – máy cắt cỏ
- Gersh Budker (1918–1977), Nga – làm mát điện tử, đồng phát minh vành va chạm
- Robert Bunsen (1811–1899), Đức – đèn Bunsen
- Henry Burden (1791–1871) Scotland và Mỹ – máy Horseshoe, đinh đường ray sắt sử dụng được đầu tiên

### C
- Robert Cailliau (born 1947), Bỉ – cùng với Tim Berners-Lee, World Wide Web
- Nicholas Callan (1799–1864), Ireland – cuộn cảm
- Tullio Campagnolo (1901–1983), Ý – cơ cấu ngạnh tháo nhanh cho xe đạp
- Charles Cantor (sinh năm 1942), Mỹ – điện di gen bằng trường xung (sinh học phân tử)
- Mario Ramberg Capecchi (sinh năm 1937), cùng với Sir Martin John Evans (sinh năm 1941), và Oliver Smithies (sinh năm 1925), Mỹ– kỹ thuật định hướng gene
- Arturo Caprotti (1881–1938), Italy – cơ cấu van Caprotti
- Gerolamo Cardano (1501–1576), Ý – lưới Cardan (kĩ thuật mã hóa)
- Chester Carlson (1906–1968), Mỹ – sao chụp tĩnh điện
- Wallace Carothers (1896–1937), Mỹ – Ni lông và Neoprene (cùng với Arnold Collins)
- Antonio Benedetto Carpano (1764–1815), Ý – rượu vermouth hiện đại
- Giovanni Caselli (1815–1891), Ý/Pháp – máy điện báo toàn năng
- George Cayley (1773–1857), Anh – bánh xe nan hoa
- Anders Celsius (1701–1744), Thụy Điển – thang nhiệt độ Celsius
- Vint Cerf (sinh năm 1943), cùng với Bob Kahn (1938–), Mỹ – Internet Protocol (IP)
- Ugo Cerletti (1877–1963), cùng với Lucio Bini (1908–1964), Ý – liệu pháp sốc điện
- Charles Chamberland (1851–1908), Pháp – bộ lọc Chamberland
- Min Chueh Chang (1908–1991), cùng với Gregory Goodwin Pincus (1903–1967), Mỹ/Trung Quốc – Thuốc viên ngừa thai uống kết hợp
- Thomas Chang (sinh năm 1933), Canada/Trung Quốc – Tế bào nhân tạo
- Emmett Chapman (sinh năm 1936), Hoa Kỳ– Chapman Stick
- Claude Chappe (1763–1805), Pháp – đường dây tín hiệu
- David Chaum (Sinh năm 1955), Mỹ – chữ kí điện tử, tiền điện tử
- Vladimir Chelomey (1914–1984), Liên bang Xô viết – trạm không gian đầu tiên (Salyut)
- Pavel Cherenkov (1904–1990), Liên bang Xô viết – máy dò Cherenkov
- Evgeniy Chertovsky (snh năm 1902- Không biết), Nga – đồ du hành vũ trụ
- Ward Christensen (sinh năm 1945), Mỹ – Hệ thống bảng tin
- Ole Kirk Christiansen (1891–1958), Đan Mạch – người tạo ra Lego
- Samuel Hunter Christie (1784–1865), Anh – mạch cầu Wheatstone
- Juan de la Cierva (1895–1936), Tây Ban Nha – máy bay trực thăng
- Leland Clark (1918–2005), Mỹ – điện cực Clark (y học)
- Georges Claude (1870–1960), Pháp – Đèn neon
- Henri Marie Coandă (1886–1972), Romania – hiệu ứng Coandă
- Josephine Cochrane (1839–1913), Mỹ – máy rửa chén
- Christopher Cockerell (1910–1999), Anh – tàu đệm khí
- Aeneas Coffey (1780–1852), Ireland – nồi chưng cất
- Sir Henry Cole (1808–1882), Anh – thiệp giáng sinh
- Samuel Colt (1814–1862), Mỹ – phát triển súng lục
- George Constantinescu (1881–1965), Romania – người tạo ra lý thuyết âm học, một nhánh mới của cơ học liên tục
- Albert Coons (1912–1978), Mỹ – kĩ thuật miễn dịch huỳnh quang (sự soi kính hiển vi)
- Martin Cooper (born 1928), Mỹ - máy thu phát cầm tay đầu tiên
- Harry Coover (1917–2011), Mỹ – keo siêu dính
- Lloyd Groff Copeman (1865–1956), Mỹ –lò điện
- Cornelis Corneliszoon (1550–1607), Hà Lan – máy cưa chạy bằng năng lượng gió
- Alexander Coucoulas (sinh năm 1933), Mỹ – hàn siêu âm - nhiệt
- Wallace H. Coulter (1913–1998), Mỹ – nguyên lý Coulter
- Jacques Cousteau (1910–1997), Pháp – Đồng sáng chế đồ lặn và máy ảnh dưới nước Nikonos
- John "Jack" Higson Cover, Jr. (1920–2009), Mỹ – Taser
- William Crookes (1832–1919), Anh – bức xạ kế Crookes, ống Crookes
- Bartolomeo Cristofori (1655–1731), Ý – piano
- S. Scott Crump (inv. c. 1989), Mỹ – mô hình kết tủa nóng chảy
- Nicolas-Joseph Cugnot (1725–1804), Pháp – phương tiện di chuyển bằng động cơ hơi nước đầu tiên
- William Cullen (1710–1790), Anh – tủ lạnh nhân tạo đầu tiên
- Jan Czochralski (1885–1953), Ba Lan/ Đức – chu trình Czochralski (phát triển tinh thể)

### D
- Nils Gustaf Dalén (1869–1937), Thụy Điển – lò AGA, đèn Dalén, Agamassan, van mặt trời để thắp sáng hải đăng và phao nổi
- John Frederic Daniell (1790–1845), Anh – pin Daniell
- Corradino D'Ascanio (1891–1981), Ý – xe tay ga Vespa
- Leonardo da Vinci (1452–1519), Ý – trực thăng, xe tăng, dù bay
- Jacob Davis (1868–1908), USA – đồ jean có đinh tán
- Humphry Davy (1778–1829), Anh – đèn mỏ Davy
- Joseph Day (1855–1946), Anh – động cơ hai thì nén trước
- Lee DeForest (1873–1961), Mỹ – Phonofilm, triode
- Yuri Nikolaevich Denisyuk (1927–2006), Nga – kỹ thuật ghi hình 3D
- Robert H. Dennard (sinh năm 1932), Mỹ – bộ nhớ truy cập ngẫu nhiên động (DRAM)
- Miksa Deri (1854–1938), Hungary – đồng phát minh máy biến áp lõi kín cải tiến
- James Dewar (1842–1923), Anh – bình giữ nhiệt
- Aleksandr Dianin (1851–1918), Nga – Bisphenol A, hợp chất Dianin
- William Kennedy Laurie Dickson (1860–1935), Anh – máy quay phim
- Philip Diehl (1847–1913), Mỹ – quạt trần
- Rudolf Diesel (1858–1913), Đức – động cơ Diesel
- William H. Dobelle (1943–2004), Mỹ  – mắt Dobelle
- Johann Wolfgang Döbereiner (1780–1849), Đức –  đèn Döbereiner (hóa học)
- Toshitada Doi (born 1943), Nhật, cùng với Joop Sinjou, Hà Lan – đĩa nén
- Ray Dolby (1933–2013), Mỹ – hệ thống chống ồn Dolby
- Gene Dolgoff (inv. c. 1985), Mỹ – máy chiếu LCD
- Mikhail Dolivo-Dobrovolsky (1862–1919), Ba Lan/Nga – nguồn điện ba pha
- Marion O'Brien Donovan (1917–1998), Mỹ – tã lót chống thấm
- Hub van Doorne (1900–1979), Hà Lan, bộ truyền chuyển động liên tục Variomatic
- John Thompson Dorrance (1873–1930), Mỹ – súp cô đặc
- Amanda Minnie Douglas (1831–1916), Mỹ, nhà văn, nhà phát minh (vợt lưới bắt muỗi xách tay gấp lại được)
- Charles Dow (1851–1902), Mỹ – chỉ số công nghiệp Dow Jones
- Mulalo Doyoyo (sinh năm 1970), Nam Phi/Mỹ – Cenocell – bê tông không xi măng
- Anastase Dragomir (1896–1966), Romania – ghế bật
- Karl Drais (1785–1851), Đức – dandy horse, Draisine
- Richard Drew (1899–1980), Mỹ – Băng keo
- John Boyd Dunlop (1840–1921), Anh – Lốp khí nén thực tế đầu tiên
- Cyril Duquet (1841–1922), Canada – tay cầm điện thoại
- Alexey Dushkin (1904–1977), Nga – ga kiểu cột sâu
- James Dyson (sinh năm 1947), Anh – máy hút bụi chân không Cyclone đôi, tích hợp nguyên lí chia tách bằng dòng xoáy.

### E
- George Eastman (1854–1932), Mỹ – phim cuộn
- J. Presper Eckert (1919–1995) Mỹ – ENIAC – máy tính kĩ thuật số có khả năng lập trình đầu tiên
- Thomas Alva Edison (1847–1931), Mỹ – máy hát, bóng đèn dây tóc thương mại, máy điện báo giá thị trường cổ phiếu, máy ghi giá chứng khoán bằng băng giấy v.v...
- Pehr Victor Edman (1916–1977), Thụy Điển – sự thoái hóa Edman trong giải trình tự Protein
- Sir Robert Geoffrey Edwards (1925–2013), Anh – Thụ tinh trong ống nghiệm
- Ellen Eglin (1849–c. 1890), Mỹ – Clothes wringer
- Brendan Eich (born 1961), Mỹ – JavaScript (ngôn ngữ lập trình)
- Willem Einthoven (1860–1927), Hà Lan – điện tâm đồ
- Benjamin Eisenstadt (1906–1996), Mỹ – túi đường dùng để phục vụ trong nhà hàng,..
- Paul Eisler (1907–1992), Áo/Mỹ– mạch in (điện tử)
- Giorgi Eliava (1892–1937), cùng với Félix d'Herelle (1873–1949), Pháp/ Gruzia – liệu pháp thực khuẩn thể
- Ivan Elmanov, Nga – đường ray đơn đầu tiên (dùng ngựa kéo)
- Rune Elmqvist (1906–1996), Thụy Điển – máy tạo nhịp cấy ghép
- John Haven Emerson (1906–1997), Mỹ -  Máy thở áp suất âm
- Douglas Engelbart (1925–2013), Mỹ -  chuột máy tính
- John Ericsson (1803–1889), Thụy Điển – chân vịt kép của tàu thủy
- Lars Magnus Ericsson (1846–1926), Thụy Điển – điện thoại nhỏ cầm tay
- Emil Erlenmeyer (1825–1909), Đức – bình Erlenmeyer
- Sir Martin John Evans (sinh năm 1941), cùng với Mario Ramberg Capecchi (sinh năm 1937), and Oliver Smithies (1925–2017), Mỹ – chuột đột biến gen, kĩ thuật định hướng Gene
- Ole Evinrude (1877–1934), Na Uy – động cơ gắn ngoài

### F
- Charles Fabry (1867–1945), cùng với Alfred Perot (1863–1925), Pháp – giao thoa kế Fabry–Pérot (Vật lý học)
- Samuel Face (1923–2001), Mỹ – công nghệ san phẳng bê tông; cầu dao chống sét
- Federico Faggin (born 1941), Ý – vi xử lí
- Daniel Gabriel Fahrenheit (1686–1736), Hà Lan – thang nhiệt độ Fahrenheit, nhiệt kế thủy ngân
- Michael Faraday (1791–1867), Anh – máy biến áp, động cơ điện
- Johann Maria Farina (1685–1766), Đức; Eau de Cologne
- Myra Juliet Farrell (1878–1957), Úc – nút nhấn không dính, khuy bấm
- Philo Farnsworth (1906–1971), Mỹ – tivi điện tử
- Muhammad al-Fazari (d. 796/806),  Ba Tư – kính trắc tinh
- John Bennett Fenn (1917–2010), Mỹ – sự ion hóa bằng tia electron
- Henry John Horstman Fenton (1854–1929), Anh – chất xúc tác Fenton (hóa học)
- James Fergason (1934–2008), Mỹ – màn hình tinh thể lỏng cải tiến
- Enrico Fermi (1901–1954), Ý – lò phản ứng hạt nhân
- Humberto Fernández Morán (1924–1999), Venezuela – Dao mổ kim cương, dao cắt lát siêu mỏng
- Michele Ferrero (1925–2015), Ý – Kinder Surprise = Kinder Eggs, Nutella
- Reginald Fessenden (1866–1932), Canada – máy vô tuyến điện hai chiều
- Robert Feulgen (1884–1955), Đức – thuốc nhuộm Feulgen (mô học)
- Adolf Gaston Eugen Fick (1829–1901), Đức – kính áp tròng
- Abbas Ibn Firnas (Armen Firman) (810–887), Al-Andalus – cánh nhân tạo, thạch anh nấu chảy và kính thạch anh, máy đánh nhịp
- Artur Fischer (1919–2016), Đức – chi tiết lắp ghép gồm fischertechnik.
- Franz Joseph Emil Fischer (1877–1947),cùng với Hans Schrader (1921–2012), Đức – thí nghiệm Fischer (thí nghiệm kiểm tra hiệu suất của dầu)
- Franz Joseph Emil Fischer (1877–1947), cùng với Hans Tropsch (1889–1935), Đức – chu trình Fischer–Tropsch (phương pháp lọc dầu)
- Gerhard Fischer (1899–1988), Đức/Mỹ – máy dò kim loại cầm tay
- Paul C. Fisher (1913–2006), Mỹ – bút dùng ngoài không gian
- Alexander Fleming (1881–1955), Scotland – penicillin
- John Ambrose Fleming (1848–1945), Anh – diode chân không
- Sandford Fleming (1827–1915), Canada – giờ tiêu chuẩn thông dụng
- Nicolas Florine (1891–1972), Gruzia/Nga/Bỉ – máy bay trực thăng động cơ ghép trước sau đầu tiên có thể bay tự do
- Tommy Flowers (1905–1998), Anh – Colossus - máy tính điện tử sơ khai.
- Thomas J. Fogarty (sinh năm 1934), Mỹ – que thăm thông mạch (Y học)
- Enrico Forlanini (1848–1930), Ý – trực thăng động cơ hơi nước, cánh ngầm, tàu bay Forlanini
- Eric Fossum (sinh năm1957), Mỹ – truyền điện tích bên trong điểm ảnh trong cảm biến ảnh CMOS
- Jean Bernard Léon Foucault (1819–1868), Pháp – con lắc Foucault, con quay hồi chuyển, dòng điện xoáy (dòng điện Foucault)
- Benoît Fourneyron (1802–1867), Pháp – tua bin nước
- John Fowler (1826–1864), Anh – máy cày chạy bằng hơi nước
- Benjamin Franklin (1706–1790), Mỹ –  cột thu lôi, đàn harmonica thủy tinh, bếp Franklin, kính hai tròng, và ống thông tiểu mềm
- Herman Frasch (1851–1914), Đức / Mỹ –  phương pháp Frasch (hóa dầu), làm sạch Parafin
- Ian Hector Frazer (sinh 1953), cùng với Jian Zhou (1957–1999), Mỹ/Trung Quốc – vắc-xin HPV chống ung thư cổ tử cung
- Augustin-Jean Fresnel (1788–1827), Pháp – thấu kính Fresnel
- William Friese-Greene (1855–1921), Anh – tiên phong trong lĩnh vực ảnh động, phim màu, máy quay phim
- Julius Fromm (1883–1945), Đức – bao cao su liền mảnh đầu tiên
- Arthur Fry (sinh năm 1931), Mỹ – Post-it note
- Buckminster Fuller (1895–1983), Mỹ – vòm trắc địa
- Robert Fulton (1765–1815), Mỹ - tàu hơi nước thương mại thành công đầu tiên, tàu ngầm thực tế đầu tiên
- Ivan Fyodorov (c. 1510–1583),Nga/Ba Lan-Litva – phát minh súng cối nhiều nòng, giới thiệu in ấn tại Nga
- Svyatoslav Fyodorov (1927–2000), Nga – phương pháp RK (phẫu thuật chữa cận thị)
- Vladimir Fyodorov (1874–1966), Nga – Fedorov Avtomat (súng trường chiến đấu (đạn cỡ lớn) (battle rifle) tự nạp đạn đầu tiên, được cho là khẩu súng trường tấn công  (đạn cỡ trung bình) (Assault Rifle) đầu tiên)

### G
- Dennis Gabor (1900–1979), Hungary-Anh – kĩ thuật chụp toàn ảnh
- Boris Borisovich Galitzine (1862–1916), Nga – địa chấn ký điện từ
- Joseph G. Gall (born 1928), Mỹ – lai hóa In situ (sinh học tế bào)
- Alfred William Gallagher (1911–1990), New Zealand – hàng rào điện cho nông dân
- Dmitri Garbuzov (1940–2006), Nga/Mỹ – diode laser hoạt động bằng sóng liên tục (cùng với Zhores Alferov), diode laser công suất cao
- Elmer R. Gates (1859–1923), Mỹ – bình chữa cháy bằng bọt, cơ cấu máy dệt điện, bộ tách từ và nghịch từ, đồ chơi giáo dục ("box & blocks")*
- Richard J. Gatling (1818–1903), Mỹ – máy gieo hạt lúa mì, súng máy thành công đầu tiên
- Georgy Gause (1910–1986), Nga – gramicidin S, neomycin, lincomycin và các loại kháng sinh khác
- E. K. Gauzen, Nga – trang bị ba bu-lông (đồ lăn sơ khai)
- Norman Gaylord (1923–2007), Mỹ – thấu kính tiếp xúc cứng có thấm khí
- Karl-Hermann Geib (1908–1949), Đức / Liên bang Xô viết – chu trình sulfide Girdler
- Hans Wilhelm Geiger (1882–1945), Đức – bộ đếm Geiger
- Andrey Geim (born 1958), Nga/Vương quốc Anh – graphene
- Nestor Genko (1839–1904), Russia – vành đai rừng Genko (hệ thống chắn gió quy mô lớn đầu tiên)
- Christoph Gerber (?–), và Calvin Quate (1923–), và Gerd Binnig (1947–), Đức/Mỹ/Thụy Sỹ – Kính hiển vi lực nguyên tử
- Friedrich Clemens Gerke (1801–1888), Đức – mã Morse quốc tế hiện tại
- David Gestetner (1854–1939), Áo-hung/ Vương quốc Anh – máy nhân bản Gestetner
- Alberto Gianni (1891–1930), Ý – Torretta butoscopica
- John Heysham Gibbon (1903–1973), Mỹ – tim phổi nhân tạo
- Gustav Giemsa (1867–1948), Đức – phương pháp nhuộm Giemsa, kỹ thuật nhuộm băng G (mô học, di truyền học).
- Adolph Giesl-Gieslingen (1903–1992), Áo – ejectơ Giesl
- Henri Giffard (1825–1882), Pháp – Khí cầu, kim phun động lực
- Donald A. Glaser (1926–2013), Mỹ – Buồng bong bóng
- C. W. Fuller (inv. 1953), Mỹ – Gilhoolie
- Valentyn Glushko (1908–1989), Nga – chất đốt phản lực hypergolic, lực đẩy điện tử, động cơ tên lửa của Liên Xô (bao gồm động cơ tên lửa nhiên liệu lỏng mạnh nhất thế giới RD-170)
- Heinrich Göbel (1818–1893), Đức – đèn nóng sáng
- Leonid Gobyato (1875–1915), Nga – súng cối cầm tay hiện đại đầu tiên
- Robert Goddard (1882–1945), Mỹ – tên lửa dùng nhiên liệu lỏng
- Sam Golden (1915–1997), cùng với Leonard Bocour (1910–1993), Mỹ – sơn acrylic
- Peter Carl Goldmark (1906–1977), Hungary –  Đĩa than (LP), tivi màu CBS
- Camillo Golgi (1843–1926), Ý –  phương pháp Golgi (mô học)
- György Gömöri (1904–1957), Hungary / Mỹ – chất nhuộm Gömöri trichrome,  chất nhuộm nâu bạc Gömöri (mô học)
- Charles Goodyear (1800–1860), Mỹ – lưu hóa cao su
- Robert W. Gore (born 1937), Mỹ  – Gore-Tex
- Igor Gorynin (1926–2015), Nga – hợp kim ti-tan hàn được, hộp kim nhôm độ bền cao, thép tôi bức xạ
- James Gosling (sinh năm 1955), Mỹ – Java (ngôn ngữ lập trình)
- Gordon Gould (1920–2005), Mỹ – Laser, xem thêm Theodore Maiman
- Richard Hall Gower (1768–1833), vương quốc Anh – vỏ tàu thủy và lắp ráp tàu thủy
- Boris Grabovsky (1901–1966), Nga – chuyển mạch cathode, một ống thu truyền hình điện tử sơ khai
- Bette Nesmith Graham (1924–1980), Mỹ – Chất lỏng sửa, giấy lỏng
- Hans Christian Gram (1853–1938), Denmark / Germany –  chất nhuộm Gram (mô học)
- Zénobe Gramme (1826–1901), Bỉ/Pháp – dynamo Gramme
- Temple Grandin (born 1947), Nhà phát minh của Máy ôm và lò mổ nhân đạo.
- Michael Grätzel (born 1944), Đức/Thụy Sĩ – Tế bào năng lượng mặt trời nhạy cảm với thuốc nhuộm
- James Henry Greathead (1844–1896), Nam Phi – máy khoan đường hầm, kỹ thuật che chắn đường hầm
- Chester Greenwood (1858–1937), Mỹ – đồ mang tai cho ấm
- James Gregory (1638–1675), Scotland – Kính viễn vọng Gregorian
- Charles Leiper Grigg (1868–1940), Mỹ – 7 Up
- William Robert Grove (1811–1896), Wales – pin nhiên liệu
- Gustav Guanella (1909–1982), Thụy Sĩ – DSSS, Guanella-Balun
- Otto von Guericke (1602–1686), Đức – bơm chân không, manomet, dasymeter
- Mikhail Gurevich (1893–1976), Nga –  máy bay phản lực dòng MiG, bao gồm máy bay phản lực được sản xuất nhiều nhất thế giới MiG-15 và hầu hết các máy bay siêu âm MiG-21 (cùng với Artem Mikoyan)
- Goldsworthy Gurney (1793–1875), Anh – lò Gurney
- Bartolomeu de Gusmão (1685–1724), Brazil – khinh khí cầu sơ khai
- Johann Gutenberg (c. 1398–1468), Đức – báo in di động
- Samuel Guthrie (nhà vật lý) (1782–1848), Mỹ – phát hiện chloroform

### H
- Fritz Haber (1868–1934), Đức – chu trình Haber (tổng hợp ammoniac)
- John Hadley (1682–1744), Vương quốc Anh – Octan
- Waldemar Haffkine (1860–1930), Nga/Thụy Sĩ – vắc-xin chống dịch tả và chống dịch hạch đầu tiên
- Gunther von Hagens (born 1945), Đức – whole body Plastination
- Charles Hall (1863–1914), Mỹ – sản xuất nhôm
- Robert N. Hall (born 1919), Mỹ – a.o. Laser bán dẫn
- Tracy Hall (1919–2008), Mỹ – kim cương tổng hợp
- Richard Hamming (1915–1998), Mỹ – Mã Hamming
- John Hays Hammond, Jr. (1888–1965), Mỹ – điều khiển vô tuyến
- Ruth Handler (1916–2002), Mỹ – Búp bê Barbie
- James Hargreaves (1720–1778), Vương quốc Anh – spinning jenny
- John Harington (1561–1612), Vương quốc Anh – the flush toilet
- William Snow Harris (1791–1867), Vương quốc Anh – much improved naval Lightning rods
- John Harrison (1693–1776), Vương quốc Anh – bộ đo tốc độ biển
- Ross Granville Harrison (1870–1959), Mỹ – nuôi cấy mô động vật thành công đầu tiên, nuôi cấy tế bào
- Kazuo Hashimoto (died 1995), Nhật Bản – Caller-ID, máy trả lời điện thoại
- Victor Hasselblad (1906–1978), Thụy Điển – phát minh ra camera phản xạ ống kính đơn 6 x 6 cm
- Ibn al-Haytham (Alhazen) (965–1039), Iraq – máy ảnh tối nghĩa, camera pinhole, kính lúp
- Zheng He (1371–1433), Trung Quốc – Tàu kho báu Trung Quốc
- George H. Heilmeier (born 1936), Mỹ – màn hình tinh thể lỏng (LCD)
- Henry Heimlich (1920–2016), Mỹ – Heimlich cơ động
- Robert A. Heinlein (1907–1988), Mỹ – giường nước
- Jozef Karol Hell (1713–1789), Slovakia – cột nước
- Rudolf Hell (1901–2002), Đức – Hellschreiber
- Hermann von Helmholtz (1821–1894), Đức – Ký hiệu bước Helmholtz, cộng hưởng Helmholtz, kính soi đáy mắt
- Greg Henderson (inventor) (born 1965), California, Mỹ – hoverboard, kiến trúc từ trường, hệ thống xây dựng SAFE
- Zhang Heng (78–139), Trung Quốc – Máy đo địa chấn, quả cầu thủy lực đầu tiên hỗ trợ thủy lực
- Charles H. Henry (sinh năm 1937), Mỹ – Laser lượng tử
- Joseph Henry (1797–1878), Scotland/Mỹ – rờ-le điện từ
- Félix d'Herelle (1873–1949), cùng với Giorgi Eliava (1892–1937), Pháp/ Georgia – Liệu pháp thực khuẩn
- Heron (c. 10–70), Ai Cập thời La Mã – thường được ghi nhận với phát minh aeolipile, mặc dù nó có thể đã được mô tả một thế kỷ trước đó
- John Herschel (1792–1871), Vương quốc Anh – thợ sửa ảnh (hypo), máy đo độ nghiêng
- Harry Houdini (1874-1926) Mỹ - Flight Time Illusion
- Heinrich Hertz (1857–1894), Đức – điện báo vô tuyến, bức xạ điện từ
- Ephraim Hertzano (khoảng 1950), Ru-ma-ni/ Israel – Rummikub
- Lasse Hessel (sinh năm 1940), Đan Mạch– bao cao su cho nữ
- George de Hevesy (1885–1966), Hungary – chất đánh dấu phóng xạ
- Ronald Price Hickman (1932–2011), Mỹ – thiết kế Lotus Elan gốc, Lotus Elan +2 và Lotus Europa, cũng như Black & Decker Workmate
- Rowland Hill (1795–1879), Vương quốc Anh – tem bưu chính
- Maurice Hilleman (1919–2005) – vắc xin phòng bệnh cho trẻ sơ sinh
- Tanaka Hisashige (1799–1881), Nhật – Myriad year clock
- Ted Hoff (born 1937), Mỹ – vi xử lí
- Felix Hoffmann (Bayer) (1868–1949), Đức – Aspirin
- Albert Hofmann (1906–2008), Thụy Sĩ – LSD
- Kotaro Honda (1870–1954), Nhật – thép KS
- Huang Hongjia (born 1924), Trung Quốc – Cáp quang một chế độ.
- Herman Hollerith (1860–1929), Mỹ – ghi dữ liệu trên một máy có thể đọc được, máy đánh chữ, thẻ đục lỗ
- Nick Holonyak (sinh năm 1928), Mỹ – LED (Diode phát quang)
- Norman Holter (1914–1983), Mỹ – Màn hình Holter
- Robert Hooke (1635–1703), Vương quốc Anh – bánh xe cân bằng, màng con ngươi, điện thoại âm thanh
- Erna Schneider Hoover (born 1926), Mỹ – hệ thống chuyển mạch điện thoại trên máy vi tính
- Grace Murray Hopper (1906–1992), Mỹ – Trình biên dịch
- Frank Hornby (1863–1936), Vương quốc Anh – phát minh ra Meccano
- Jimmy Hotz (born 1953), Mỹ – Trình biên dịch MIDI Hotz, Hộp Atari Hotz
- Royal Earl House (1814–1895), Mỹ – điện báo in đầu tiên
- Coenraad Johannes van Houten (1801–1887), Hà Lan – bột cacao, bơ cacao, sữa sô cô la
- Elias Howe (1819–1867), Mỹ – máy khâu
- David Edward Hughes (1831–1900), Vương quốc Anh
- Chuck Hull (sinh năm 1939), Mỹ –  máy in 3D
- Miller Reese Hutchison (1876–1944), Mỹ – còi điện, máy trơ thính điện
- Christiaan Huygens (1629–1695), Hà Lan – đồng hồ quả tắc
- John Wesley Hyatt (1837–1920), Mỹ – sản xuất celluloid.

### I
- Gavriil Ilizarov (1921–1992), Nga – Bộ cố định Ilizarov, cố định ngoài, kéo giãn xương (tạo hình xương bằng phương pháp kéo giãn)
- Mamoru Imura (sinh năm 1948), Nhật Bản – RFIQin (thiết bị nấu ăn tự động)
- Daisuke Inoue (sinh năm 1940), Nhật Bản – Máy karaoke
- János Irinyi (1817–1895), Hungary – Diêm không gây tiếng nổ
- Ub Iwerks (1901–1971), Hoa Kỳ – Máy quay đa mặt phẳng dùng cho hoạt hình

### J
- Moritz von Jacobi (1801–1874), Đức/Nga – điện đúc (electrotyping), thuyền chạy bằng điện
- Rudolf Jaenisch (sinh năm 1942), Đức/Mỹ – con chuột biến đổi gen đầu tiên
- Karl Guthe Jansky (1905–1950), Mỹ – kính thiên văn vô tuyến
- Karl Jatho (1873–1933), Đức – máy bay
- Ali Javan (1926–2016), cùng với William R. Bennett, Jr. (1930–2008), Iran/Mỹ – laser khí (Helium-Neon)
- Al-Jazari (1136–1206), Iraq – bơm dây xích chạy bằng tay quay và sức nước, vít tải và bơm vít quay tay quay, đồng hồ voi, đồng hồ chạy bằng sức nặng, bơm chạy bằng sức nặng, bơm pittông hút kiểu tịnh tiến, hệ thống cấp nước bằng bánh răng và sức nước, rô-bốt người lập trình được, rô-bốt, thiết bị rửa tay tự động, cơ cấu xả nước, cán mỏng, cân bằng tĩnh, mô hình giấy, đúc khuôn cát, cát làm khuôn, cơ cấu gián đoạn, liên kết
- Ibn Al-Jazzar (Algizar) (895–979), Tunisia – thuốc điều trị rối loạn chức năng tình dục và liệt dương
- Ányos Jedlik (1800–1898), Hungary – máy phát điện Jedlik (Jedlik dynamo)
- Alec John Jeffreys (sinh năm 1950), Vương quốc Anh – kỹ thuật định dạng DNA (dùng trong pháp y)
- Charles Francis Jenkins (1867–1934) – truyền hình và máy chiếu phim (Phantoscope)
- Steve Jobs (1955–2011), Mỹ – máy tính Apple Macintosh, iPod, iPhone, iPad và các thiết bị, hệ điều hành phần mềm, ứng dụng khác
- Amos Edward Joel, Jr. (1918–2008), Mỹ – kỹ sư điện, nổi tiếng với nhiều đóng góp và hơn 70 bằng sáng chế liên quan đến hệ thống chuyển mạch viễn thông
- Carl Edvard Johansson (1864–1943), Thụy Điển – khối căn mẫu (Gauge blocks)
- Johan Petter Johansson (1853–1943), Thụy Điển – mỏ lết ống và mỏ lết điều chỉnh hiện đại
- Reynold B. Johnson (1906–1998), Mỹ – ổ đĩa cứng (Hard disk drive)
- Philipp von Jolly (1809–1884), Đức – cân Jolly (Jolly balance)
- Scott A. Jones (sinh năm 1960), Mỹ – tạo ra một trong những phiên bản thành công nhất của hộp thư thoại (voicemail) và công cụ tìm kiếm ChaCha (dựa trên sự trợ giúp của con người)
- Tom Parry Jones (1935–2013), Vương quốc Anh – máy đo nồng độ cồn điện tử đầu tiên (Breathalyzer)
- Assen Jordanoff (1896–1967), Bulgaria – túi khí (airbag)
- Anatol Josepho (1894–1980) – được cấp bằng sáng chế cho buồng chụp ảnh tự động chạy bằng tiền xu đầu tiên mang tên "Photomaton" năm 1925
- Marjorie Joyner (1896–1994), Mỹ – máy uốn tóc vĩnh viễn (Permanent wave machine)
- Whitcomb Judson (1836–1909), Mỹ – dây kéo (khóa kéo)
- Percy Lavon Julian (1899–1975), Mỹ – tổng hợp hóa học các loại thuốc từ thực vật
- Mã Quân (hoạt động khoảng năm 220–265), Trung Quốc – xe chỉ hướng Nam (xem cơ cấu vi sai), sân khấu rối cơ khí, bơm dây xích, khung dệt tơ lụa cải tiến

### K
- Mikhail Kalashnikov (1919–2013), Nga – súng trường tấn công AK-47 và AK-74 (được sản xuất nhiều nhất trong lịch sử)
- Bob Kahn (sinh năm 1938), cùng với Vint Cerf (sinh năm 1943), Mỹ – Giao thức Internet (TCP/IP)
- Dawon Kahng (1931–1992), Hàn Quốc, cùng với Simon Sze (sinh năm 1936), Đài Loan/Mỹ – MOSFET cổng nổi (Floating-gate MOSFET)
- Dean Kamen (sinh năm 1951), Mỹ – xe tự cân bằng Segway HT và thiết bị di chuyển IBOT
- Heike Kamerlingh Onnes (1853–1926), Hà Lan – helium lỏng
- Nikolay Kamov (1902–1973), Nga – trực thăng vũ trang kiểu autogyro, trực thăng đồng trục dòng Ka
- Pyotr Kapitsa (1894–1984), Nga – kỹ thuật tạo từ trường siêu mạnh đầu tiên, các phát minh cơ bản trong vật lý nhiệt độ thấp
- Georgi Karpechenko (1899–1941), Nga – rabbage (giống lai hữu thụ đầu tiên giữa hai loài)
- Jamshīd al-Kāshī (khoảng 1380–1429), Ba Tư/Iran – đĩa thiên văn, máy tính hành tinh dạng tương tự
- Yevgeny Kaspersky (sinh năm 1965), Nga – phần mềm chống virus Kaspersky Anti-Virus, Kaspersky Internet Security, Kaspersky Mobile Security
- Andrew Kay (1919–2014), Mỹ – đồng hồ đo điện áp số (Digital voltmeter)
- Adolphe Kégresse (1879–1943), Pháp/Nga – bánh xích Kégresse (nửa xích và xe địa hình đầu tiên dùng xích liên tục), hộp số ly hợp kép
- Carl D. Keith (1920–2008), cùng với John J. Mooney (khoảng 1928–), Mỹ – bộ chuyển đổi xúc tác ba chức năng (three-way catalytic converter)
- Mstislav Keldysh (1911–1978), Latvia/Nga – đồng phát triển vệ tinh Sputnik 1 (vệ tinh nhân tạo đầu tiên) cùng với Korolyov và Tikhonravov
- John Harvey Kellogg (1852–1943) – ngũ cốc ăn sáng (cornflakes)
- John G. Kemeny (1926–1992), cùng với Thomas E. Kurtz (sinh năm 1928), Hungary/Mỹ – ngôn ngữ lập trình BASIC
- Alexander Kemurdzhian (1921–2003), Nga – xe thám hiểm không gian đầu tiên (Lunokhod)
- William Saville-Kent (1845–1908), Anh/Úc – nuôi cấy ngọc trai (xem thêm Mikimoto Kōkichi)
- Kerim Kerimov (1917–2003), Azerbaijan và Nga – đồng phát triển chuyến bay không gian có người lái, trạm không gian, hệ thống ghép nối không gian
- Charles F. Kettering (1876–1958), Mỹ – phát minh bộ khởi động tự động cho ô tô, Freon, xăng pha chì và nhiều công nghệ khác
- Fazlur Khan (1929–1982), Bangladesh – hệ thống kết cấu cho nhà chọc trời cao tầng
- Yulii Khariton (1904–1996), Nga – nhà thiết kế chính bom nguyên tử Liên Xô, đồng phát triển bom Tsar
- Anatoly Kharlampiev (1906–1979), Nga – võ Sambo
- Al-Khazini (hoạt động khoảng 1115–1130), Ba Tư/Iran – cân thủy tĩnh
- Konstantin Khrenov (1894–1984), Nga – hàn dưới nước
- Abu-Mahmud al-Khujandi (khoảng 940–1000), Ba Tư/Iran – thước sáu phân (sextant) thiên văn
- Muhammad ibn Mūsā al-Khwārizmī (Algoritmi) (khoảng 780–850), Ba Tư/Iran – đại số hiện đại, thiết bị đo góc tường, thước đo giờ, thước đo sin, thước bóng
- Marcel Kiepach (1894–1915), Croatia – máy phát điện (dynamo), la bàn hàng hải chỉ Bắc bất chấp từ tính
- Erhard Kietz (1909–1982), Đức & Mỹ – cải tiến tín hiệu cho truyền hình
- Jack Kilby (1923–2005), Mỹ – bằng sáng chế mạch tích hợp đầu tiên
- Al-Kindi (Alkindus) (801–873), Iraq/Yemen – ethanol, rượu cồn tinh khiết, giải mã (cryptanalysis), phân tích tần suất
- Petrus Jacobus Kipp (1808–1864), Hà Lan – bình Kipp (thiết bị hóa học)
- Steve Kirsch (sinh năm 1956), Mỹ – chuột quang
- Fritz Klatte (1880–1934), Đức – vinyl chloride, tiền thân của polyvinyl chloride
- Yves Klein (1928–1962), Pháp – màu xanh quốc tế Klein (International Klein Blue)
- Margaret E. Knight (1838–1914), Mỹ – máy sản xuất hoàn chỉnh túi giấy đáy phẳng
- Tom Knight (?), Mỹ – BioBricks (sinh học tổng hợp)
- Ivan Knunyants (1906–1990), Armenia/Nga – capron, Nylon 6, polyamide-6
- Robert Koch (1843–1910), Đức – phương pháp nuôi cấy vi khuẩn trên môi trường rắn
- Willem Johan Kolff (1911–2009), Hà Lan – máy lọc máu nhân tạo (thận nhân tạo)
- Rudolf Kompfner (1909–1977), Mỹ – ống sóng chạy (Traveling-wave tube)
- Konstantin Konstantinov (1817 hoặc 1819–1871), Nga – thiết bị đo tốc độ đạn bay, con lắc tên lửa, bệ phóng, máy chế tạo tên lửa
- Sergey Korolyov (1907–1966), Liên Xô – tên lửa đạn đạo liên lục địa thành công đầu tiên (R-7 Semyorka), dòng tên lửa R-7, Sputnik (bao gồm vệ tinh nhân tạo đầu tiên của Trái Đất), chương trình Vostok (bao gồm chuyến bay có người lái đầu tiên)
- Nikolai Korotkov (1874–1920), Đế quốc Nga – kỹ thuật nghe đo huyết áp (phương pháp Korotkoff)
- Semen Korsakov (1787–1853), Đế quốc Nga – thẻ đục lỗ lưu trữ thông tin
- Mikhail Koshkin (1898–1940), Nga – xe tăng T-34, xe tăng tốt nhất và sản xuất nhiều nhất Thế chiến II
- Ognjeslav Kostović (1851–1916), Serbia/Nga – arborite (ván ép siêu bền, một dạng nhựa sớm)
- Gleb Kotelnikov (1872–1944), Nga – dù đeo sau lưng, dù hãm
- William Justin Kroll (1889–1973), Luxembourg/Mỹ – quy trình Kroll (chiết xuất titan)
- Alexei Krylov (1863–1945), Nga – giảm dao động tàu bằng hồi chuyển
- Ivan Kulibin (1735–1818), Nga – đồng hồ hình trứng, đèn pha nến, thang máy dùng vít, xe tự chạy có bánh đà, phanh, hộp số và ổ trục, điện báo quang học sơ khai
- Shen Kuo (1031–1095), Trung Quốc – cải tiến đồng hồ mặt trời, thiên cầu, đồng hồ nước và ống ngắm
- Igor Kurchatov (1903–1960), Nga – nhà máy điện hạt nhân đầu tiên, lò phản ứng hạt nhân đầu tiên cho tàu ngầm và tàu mặt nước
- Thomas E. Kurtz (sinh năm 1928), cùng với John G. Kemeny (1926–1992), Mỹ/Hungary – ngôn ngữ lập trình BASIC
- Raymond Kurzweil (sinh năm 1948), Mỹ – nhận dạng ký tự quang học (OCR); máy quét phẳng
- Ken Kutaragi (sinh năm 1950), Nhật Bản – PlayStation
- Stephanie Kwolek (1923–2014), Mỹ – sợi Kevlar
- John Howard Kyan (1774–1850), Ireland – quy trình Kyanization dùng để bảo quản gỗ

### L
- Dmitry Lachinov (1842–1902), Nga – bơm thủy ngân, bộ tiết kiệm điện năng, máy kiểm tra cách điện, lực kế quang học, quang kế, bộ điện phân
- René Laennec (1781–1826), Pháp – ống nghe (stethoscope)
- Georges Lakhovsky (1869–1942), Nga/Mỹ – Máy dao động sóng đa tần (Multiple Wave Oscillator)
- Hedy Lamarr (1914–2000), Áo và Mỹ – công nghệ trải phổ vô tuyến (Spread spectrum radio)
- Edwin H. Land (1909–1991), Mỹ – kính lọc phân cực Polaroid và máy ảnh Land Camera
- Samuel P. Langley (1834–1906), Mỹ – bolometer (thiết bị đo bức xạ)
- Alexander Nikolayevich Lodygin (1847–1923), Nga – đèn sợi đốt
- Irving Langmuir (1851–1957), Mỹ – bóng đèn sợi đốt chứa khí, hàn bằng hydro
- Norm Larsen (1923–1970), Mỹ – WD-40
- Lewis Latimer (1848–1928), Mỹ – cải tiến bóng đèn hiện đại
- Gustav de Laval (1845–1913), Thụy Điển – máy tách sữa, máy vắt sữa
- Semyon Lavochkin (1900–1960), Nga – máy bay dòng La, tên lửa phòng không S-25 Berkut
- John Bennet Lawes (1814–1900), Anh – phân bón hóa học (superphosphate)
- Ernest Orlando Lawrence (1901–1958), Mỹ – Máy gia tốc Cyclotron
- Nikolai Lebedenko, Nga – Xe tăng Sa hoàng (Tsar Tank), xe bọc thép lớn nhất trong lịch sử
- Sergei Lebedev (1874–1934), Nga – cao su tổng hợp thương mại
- William Lee (1563–1614), Anh – máy đan vớ (Stocking frame knitting machine)
- Antoni van Leeuwenhoek (1632–1723), Hà Lan – phát triển kính hiển vi
- Jerome H. Lemelson (1923–1997), Mỹ – sáng chế trong nhiều lĩnh vực: kho tự động, robot công nghiệp, điện thoại không dây, máy fax, máy quay video, đầu ghi băng từ cho Walkman
- Jean-Joseph Etienne Lenoir (1822–1900), Bỉ – động cơ đốt trong, thuyền máy
- Giacomo da Lentini (thế kỷ 13), Ý – thơ Sonnet
- R. G. LeTourneau (1888–1969), Mỹ – bánh xe điện, máy ủi, máy cào đất, giàn khoan di động, hệ thống điều khiển cáp
- Rasmus Lerdorf (sinh năm 1968), Greenland/Canada – ngôn ngữ lập trình PHP
- Willard Frank Libby (1908–1980), Mỹ – phương pháp định tuổi bằng đồng vị phóng xạ carbon (Radiocarbon dating)
- Justus von Liebig (1803–1873), Đức – phân bón dựa trên nitơ
- Hon Lik (sinh năm 1951), Trung Quốc – thuốc lá điện tử
- Otto Lilienthal (1848–1896), Đức – tàu lượn (hang glider)
- Lin Yutang (1895–1976), Trung Quốc/Mỹ – máy đánh chữ tiếng Trung
- Charles Lindbergh (1902–1974), Mỹ – bơm truyền máu cho cơ quan (organ perfusion pump)
- Frans Wilhelm Lindqvist (1862–1931), Thụy Điển – bếp dầu hỏa dùng khí nén
- Carl Linnaeus (1707–1778), Thụy Điển – danh pháp nhị thức cho sinh vật, đồng hồ hoa (Horologium Florae)
- Hans Lippershey (1570–1619), Hà Lan – kính viễn vọng
- Jonas Ferdinand Gabriel Lippmann (1845–1921), Pháp – bản chụp Lippmann, hình ảnh toàn ảnh, điện kế Lippmann
- Anh em Lisitsyn, Ivan Fyodorovich và Nazar Fyodorovich, Nga – samovar (bình đun nước kiểu Nga)
- William Howard Livens (1889–1964), Anh – vũ khí hóa học – súng phóng Livens
- Eduard Locher (1840–1910), Thụy Sĩ – hệ thống đường sắt răng cưa Locher
- Alexander Lodygin (1847–1923), Nga – sợi đốt điện, bóng đèn sợi đốt dùng dây tungsten
- Mikhail Lomonosov (1711–1765), Nga – kính viễn vọng nhìn đêm, kính thiên văn phản xạ ngoài trục, rotor đồng trục, tái phát minh men xanh smalt
- Yury Lomonosov (1876–1952), Nga/Anh – đầu máy diesel thành công đầu tiên cho tuyến đường sắt chính
- Aleksandr Loran (1849–sau 1911), Nga – bọt chữa cháy, bình chữa cháy bọt
- Oleg Losev (1903–1942), Nga – đi-ốt phát quang (LED), crystadine
- Antoine Louis (1723–1792), Pháp – máy chém (Guillotine)
- Archibald Low (1882–1956), Anh – tiên phong hệ thống dẫn đường vô tuyến
- Ed Lowe (1920–1995), Mỹ – cát vệ sinh cho mèo
- Gleb Lozino-Lozinskiy (1909–2001), Nga – tàu vũ trụ Buran, dự án Spiral
- Ignacy Łukasiewicz (1822–1882), Ba Lan – đèn dầu hỏa hiện đại
- Anh em Auguste và Louis Lumière (1862–1954 và 1864–1948), Pháp – máy chiếu phim Cinématographe
- Thái Luân (Cai Lun, 蔡倫) (50–121 SCN), Trung Quốc – phát minh giấy
- Giovanni Luppis hoặc Ivan Vukić (1813–1875), Đế quốc Áo (người Croatia) – ngư lôi tự hành
- Richard F. Lyon (sinh năm 1952), Mỹ – chuột quang học
- Arkhip Lyulka (1908–1984), Nga – động cơ tuốc bin phản lực hai dòng (turbofan) đầu tiên và nhiều động cơ máy bay Liên Xô khác

### M
- Charles Macintosh (1766–1843), Scotland – áo mưa chống thấm, áo phao cứu sinh
- Theodore Maiman (1927–2007), Mỹ – Laser (xem thêm Gordon Gould)
- Ahmed Majan (sinh năm 1963), UAE – yên ngựa đua tích hợp cảm biến và nhiều phát minh khác
- Aleksandr Makarov, Nga/Đức – máy quang phổ khối Orbitrap
- Stepan Makarov (1849–1904), Nga – tàu phá băng Yermak, tàu phá băng đầu tiên có khả năng leo lên và nghiền nát băng dày
- Victor Makeev (1924–1985), Nga – tên lửa đạn đạo phóng từ tàu ngầm đầu tiên
- Nestor Makhno (1888–1934), Ukraina/Nga – Tachanka (xe súng máy ngựa kéo)
- Dmitri Dmitrievich Maksutov (1896–1964), Nga – kính thiên văn Maksutov
- Annie Malone (1869–1957), Mỹ – mỹ phẩm cho phụ nữ Mỹ gốc Phi
- Sergey Malyutin (1859–1937), Nga – thiết kế búp bê Matryoshka đầu tiên (cùng với Vasily Zvyozdochkin)
- Al-Ma'mun (786–833), Iraq – chim tự động biết hót, quả địa cầu
- Boris Mamyrin (1919–2007), Nga – reflectron (gương ion)
- George William Manby (1765–1854), Anh – bình chữa cháy
- Joy Mangano (sinh năm 1956), Mỹ – thiết bị gia dụng (đặc biệt là cây lau nhà tự vắt)
- Charles Mantoux (1877–1947), Pháp – xét nghiệm Mantoux (lao)
- Guglielmo Marconi (1874–1937), Ý – điện báo vô tuyến (radio)
- Gheorghe Marinescu (1863–1938), Romania – các bộ phim khoa học đầu tiên về thần kinh học (1898–1901)
- Sylvester Marsh (1803–1884), Mỹ – hệ thống đường sắt răng cưa Marsh
- Konosuke Matsushita (1894–1989), Nhật Bản – đèn xe đạp chạy pin và nhiều phát minh khác (nhà sáng lập Panasonic)
- Taqi al-Din Muhammad ibn Ma'ruf (1526–1585), Syria/Ai Cập/Thổ Nhĩ Kỳ – tua-bin hơi nước, bơm sáu xi-lanh kiểu “monobloc”, thước sáu phân có khung
- John Landis Mason (1826–1902), Mỹ – lọ Mason (lọ thủy tinh dùng bảo quản thực phẩm)
- Fujio Masuoka (sinh năm 1943), Nhật Bản – bộ nhớ Flash
- John W. Mauchly (1907–1980), Mỹ – ENIAC – máy tính điện tử đa dụng đầu tiên có thể lập trình
- Henry Maudslay (1771–1831), Anh – máy tiện cắt ren, micromet bàn
- Hiram Maxim (1840–1916), Mỹ sinh tại Anh – súng máy tự động đầu tiên
- James Clerk Maxwell (1831–1879) và Thomas Sutton, Scotland – nhiếp ảnh màu
- Stanley Mazor (sinh năm 1941), Mỹ – vi xử lý
- John Loudon McAdam (1756–1836), Scotland – mặt đường “macadam” cải tiến
- Elijah McCoy (1843–1929), Canada – bộ bôi trơn tự động
- Nicholas McKay, Sr. (1920–2014), Mỹ – cây lăn lông (lint roller)
- James McLurkin (sinh năm 1972), Mỹ – robot kiến (ant robotics)
- Ilya Ilyich Mechnikov (1845–1916), Nga – probiotics
- Hippolyte Mège-Mouriès (1817–1880), Pháp – margarine
- Mordecai Meirowitz (sinh khoảng 1925), Romania / Israel – trò chơi Mastermind
- Dmitri Mendeleev (1834–1907), Nga – bảng tuần hoàn, tỷ trọng kế (pycnometer), thuốc nổ pyrocollodion
- George de Mestral (1907–1990), Thụy Sĩ – Velcro
- Robert Metcalfe (sinh năm 1946), Mỹ – Ethernet
- Antonio Meucci (1808–1889), Ý/Mỹ – các nguyên mẫu điện thoại, ẩm kế, bộ kiểm tra sữa
- Édouard Michelin (1859–1940), Pháp – lốp hơi
- Anthony Michell (1870–1959), Úc – ổ đỡ trượt gối nghiêng, động cơ không tay quay
- Artem Mikoyan (1905–1970), Armenia/Nga – máy bay tiêm kích dòng MiG (bao gồm MiG-15 – phản lực sản xuất nhiều nhất, MiG-21 – siêu âm sản xuất nhiều nhất)
- Alexander Mikulin (1895–1985), Nga – động cơ máy bay Mikulin AM-34 và nhiều động cơ Liên Xô khác, đồng phát triển xe tăng Tsar Tank
- Mikhail Mil (1909–1970), Nga – trực thăng dòng Mi, bao gồm Mi-8 (trực thăng sản xuất nhiều nhất thế giới) và Mi-12 (trực thăng lớn nhất)
- David L. Mills (sinh năm 1938), Mỹ – bộ định tuyến Fuzzball, Giao thức Thời gian Mạng (NTP)
- Marvin Minsky (1927–2016), Mỹ – đồng sáng lập AI, kính hiển vi đồng tiêu (confocal microscopy)
- Tokushichi Mishima (1893–1975), Nhật Bản – thép từ tính MKM
- C. Mohan (sinh năm 1955), Mỹ – ARIES (hệ thống phục hồi trong cơ sở dữ liệu)
- Pavel Molchanov (1893–1941), Nga – radiosonde (thiết bị khí tượng trên bóng bay)
- Jules Montenier (1895–1962), Mỹ – chất khử mùi chống mồ hôi hiện đại
- Anh em Montgolfier (1740–1810) và (1745–1799), Pháp – khinh khí cầu
- John J. Montgomery (1858–1911), Mỹ – tàu lượn nặng hơn không khí
- Narcis Monturiol i Estarriol (1819–1885), Tây Ban Nha – tàu ngầm chạy bằng hơi nước
- Robert Moog (1934–2005), Mỹ – đàn tổng hợp Moog (Moog synthesizer)
- John J. Mooney (sinh năm 1929), cùng với Carl D. Keith (1920–2008), Mỹ – bộ chuyển đổi xúc tác ba chức năng
- Roland Moreno (1945–2012), Pháp – thẻ thông minh
- Samuel Morey (1762–1843), Mỹ – động cơ đốt trong
- Garrett A. Morgan (1877–1963), Mỹ – mặt nạ chống khói
- Alexander Morozov (1904–1979), Nga – xe tăng T-54/55 (sản xuất nhiều nhất lịch sử), đồng phát triển T-34
- Walter Frederick Morrison (1920–2010), Mỹ – đĩa bay (Frisbee)
- William Morrison (nha sĩ) (1860–1926), Mỹ – máy làm kẹo bông
- Samuel Morse (1791–1872), Mỹ – mã Morse sơ khai (xem tranh cãi về mã Morse)
- Sergei Ivanovich Mosin (1849–1902), Nga – súng trường Mosin–Nagant
- Cha con Motorin: Ivan Feodorovich (1660s–1735) và Mikhail Ivanovich (?–1750), Nga – chuông Sa hoàng (Tsar Bell)
- Vera Mukhina (1889–1953), Nga – điêu khắc hàn kim loại
- Kary Mullis (sinh năm 1944), Mỹ – PCR (kỹ thuật nhân bản DNA)
- Fe del Mundo (1911–2011), Philippines – lồng ấp y tế bằng tre cho vùng không có điện
- Colin Murdoch (1929–2008), New Zealand – súng bắn thuốc mê, ống tiêm dùng một lần
- William Murdoch (1754–1839), Scotland – chiếu sáng bằng khí đốt
- Jozef Murgas (1864–1929), Slovakia – điện báo không dây (tiền thân radio)
- Evgeny Murzin (1914–1970), Nga – đàn tổng hợp ANS
- Anh em Banū Mūsā: Muhammad (khoảng 800–873), Ahmad (803–873), Al-Hasan (810–873), Iraq – thiết bị cơ khí tự động, đèn bão, đèn tự điều chỉnh, mặt nạ chống khí độc, gầu xúc vỏ sò, hệ thống an toàn, nhạc cụ cơ khí, sáo tự động, máy lập trình được
- Pieter van Musschenbroek (1692–1761), Hà Lan – bình Leyden, nhiệt kế cao nhiệt (pyrometer)
- Walton Musser (1909–1998), Mỹ – bánh răng Harmonic drive
- Eadweard Muybridge (1830–1904), Anh – phim chuyển động (motion picture)

### N
- Georgi Nadjakov (1896–1981), Bulgaria – quang điện tử (photoelectret)
- Alexander Nadiradze (1914–1987), Gruzia/Nga – tên lửa đạn đạo liên lục địa cơ động đầu tiên (RT-21 Temp 2S), tên lửa ICBM cơ động đáng tin cậy đầu tiên (RT-2PM Topol)
- Nagai Nagayoshi (1844–1929), Nhật Bản – Methamphetamine
- James Naismith (1861–1939), Canada/Mỹ – phát minh bóng rổ và mũ bảo hiểm bóng bầu dục Mỹ
- Yoshiro Nakamatsu (sinh năm 1928), Nhật Bản – giày lò xo "PyonPyon", đồng hồ kỹ thuật số, CinemaScope, ghế Cerebrex, bơm nước sốt, đồng hồ tính cước taxi
- Shuji Nakamura (sinh năm 1954), Nhật Bản – laser xanh dương
- John Napier (1550–1617), Scotland – lôgarit
- Andrey Nartov (1683–1756), Nga – máy tiện đầu tiên có giá đỡ dao cắt cơ khí và bộ bánh răng, pháo nhanh trên đĩa quay, cơ cấu vít đổi góc bắn, máy tiện khoan nòng pháo, kính ngắm viễn vọng sơ khai
- James Nasmyth (1808–1890), Scotland – búa máy chạy hơi nước (steam hammer)
- Giulio Natta (1903–1979), cùng Karl Ziegler (1898–1973), Ý/Đức – chất xúc tác Ziegler–Natta
- Nebuchadrezzar II (634–562 TCN), Iraq (Lưỡng Hà) – vít, bơm trục vít
- Erwin Neher (sinh năm 1944), cùng Bert Sakmann (1942–), Đức – kỹ thuật kẹp vá (patch clamp)
- Ted Nelson (sinh năm 1937), Mỹ – siêu văn bản (Hypertext), siêu phương tiện (Hypermedia)
- Sergey Nepobedimiy (1921–2014), Nga – tên lửa chống tăng siêu âm đầu tiên Sturm và nhiều vũ khí tên lửa Liên Xô khác
- Karl Nessler (1872–1951), Đức/Mỹ – máy uốn tóc vĩnh viễn, lông mày giả
- Bernard de Neumann (sinh năm 1943), Vương quốc Anh – hệ thống đa xử lý song song tự cấu hình quy mô lớn
- John von Neumann (1903–1957), Hungary – kiến trúc máy tính Von Neumann
- Isaac Newton (1642–1727), Anh – kính viễn vọng phản xạ (giảm sai sắc)
- Miguel Nicolelis (sinh năm 1961), Brazil – giao diện não-máy (Brain-machine interfaces)
- Joseph Nicéphore Niépce (1765–1833), Pháp – nhiếp ảnh
- Nikolai Nikitin (1907–1973), Nga – kết cấu bê tông dự ứng lực bằng cáp thép (tháp Ostankino), dự án Nikitin-Travush 4000 (tiền thân X-Seed 4000)
- Paul Gottlieb Nipkow (1860–1940), Đức – đĩa Nipkow (tiền thân truyền hình cơ học)
- Jun-Ichi Nishizawa (sinh năm 1926), Nhật Bản – hệ thống truyền thông quang, SIT/SITh (transistor/thyristor cảm ứng tĩnh), diode laser, diode PIN
- Alfred Nobel (1833–1896), Thụy Điển – thuốc nổ (dynamite)
- Ludvig Nobel (1831–1888), Thụy Điển/Nga – tàu chở dầu thành công đầu tiên
- Emmy Noether (1882–1935), Đức – đóng góp nền tảng cho đại số trừu tượng và vật lý lý thuyết; Định lý Noether
- Jean-Antoine Nollet (1700–1770), Pháp – điện nghiệm (electroscope)
- Wilhelm Normann (1870–1939), Đức – hydro hóa chất béo
- Carl Richard Nyberg (1858–1939), Thụy Điển – đèn khò (blowtorch)

### O
- Aaron D. O'Connell (sinh năm 1981), Mỹ – máy lượng tử đầu tiên
- Theophil Wilgodt Odhner (1845–1903), Thụy Điển/Nga – máy tính cơ học Odhner Arithmometer
- Paul Offit (sinh năm 1951), Mỹ, cùng Fred Clark và Stanley Plotkin – vắc xin Rotavirus ngũ giá
- Jarkko Oikarinen (sinh năm 1967), Phần Lan – Internet Relay Chat (IRC)
- Katsuhiko Okamoto (?–), Nhật Bản – Okamoto Cubes (các biến thể của Rubik's Cube)
- Ransom Eli Olds (1864–1950), Mỹ – dây chuyền lắp ráp (assembly line)
- Lucien Olivier (1838–1883), Bỉ hoặc Pháp/Nga – Salad Nga (salad Olivier)
- Gerard K. O'Neill (1927–1992), Mỹ – vòng lưu trữ (Storage ring trong vật lý)
- J. Robert Oppenheimer (1904–1967), Mỹ – bom nguyên tử
- Edward Otho Cresap Ord, II (1858–1923), Mỹ – ống ngắm vũ khí và khai thác mỏ
- Hans Christian Ørsted (1777–1851), Đan Mạch – điện từ học, nhôm
- Elisha Otis (1811–1861), Mỹ – hệ thống an toàn cho thang máy
- William Oughtred (1575–1660), Anh – thước trượt (slide rule)

### P
- Arogyaswami Paulraj (sinh năm 1944), Ấn Độ/Mỹ – MIMO (Multiple Input Multiple Output)
- Antonio Pacinotti (1841–1912), Ý – máy phát điện Pacinotti (Pacinotti dynamo)
- Larry Page (sinh năm 1973), Mỹ – cùng Sergey Brin phát minh công cụ tìm kiếm Google
- William Painter (1838–1906), Anh/Mỹ – nắp chai Crown cork, dụng cụ mở chai
- Alexey Pajitnov (sinh năm 1956), Nga/Mỹ – trò chơi Tetris
- Julio Palmaz (sinh năm 1945), Argentina – stent giãn bằng bóng
- Helge Palmcrantz (1842–1880), Thụy Điển – súng máy nhiều nòng, hoạt động bằng cần gạt
- Daniel David Palmer (1845–1913), Canada – liệu pháp chỉnh xương (chiropractic)
- Luigi Palmieri (1807–1896), Ý – máy đo địa chấn (seismometer)
- Frank Pantridge (1916–2004), Ireland – máy khử rung tim di động
- Georgios Papanikolaou (1883–1962), Hy Lạp/Mỹ – xét nghiệm Pap (Pap smear), nhuộm Papanicolaou
- Philip M. Parker (sinh năm 1960), Mỹ – công nghệ tự động hóa viết sách bằng máy tính
- Alexander Parkes (1831–1890), Anh – celluloid
- Forrest Parry (1921–2005), Mỹ – thẻ từ (magnetic stripe card)
- Charles Algernon Parsons (1854–1931), Anh – tua-bin hơi nước
- Spede Pasanen (1930–2001), Phần Lan – dây phóng nhảy trượt tuyết, thuyền trượt nước
- Blaise Pascal (1623–1662), Pháp – máy tính Pascal (Pascaline)
- Gustaf Erik Pasch (1788–1862), Thụy Điển – diêm an toàn
- Dimitar Paskov (1914–1986), Bulgaria – Galantamine (thuốc điều trị Alzheimer)
- C. Kumar N. Patel (sinh năm 1938), Ấn Độ/Mỹ – laser CO₂
- Les Paul (1915–2009), Mỹ – ghi âm đa rãnh (multitrack recording)
- Andreas Pavel (sinh năm 1945), Brazil – thiết bị âm thanh cá nhân (tiền thân Walkman)
- Ivan Pavlov (1849–1936), Nga – điều kiện hóa cổ điển
- Floyd Paxton (1918–1975), Mỹ – kẹp bánh mì (bread clip)
- John Pemberton (1831–1888), Mỹ – Coca-Cola
- Slavoljub Eduard Penkala (1871–1922), Croatia – bút chì bấm
- William Henry Perkin (1838–1907), Anh – thuốc nhuộm tổng hợp hữu cơ đầu tiên (Mauveine)
- Henry Perky (1843–1906), Mỹ – bánh mì vụn nướng (shredded wheat)
- Alfred Perot (1863–1925), cùng Charles Fabry (1867–1945), Pháp – giao thoa kế Fabry–Pérot
- Stephen Perry (thế kỷ 19), Anh – dây thun (rubber band)
- Aurel Persu (1890–1977), Romania – ô tô khí động học đầu tiên (1922)
- Vladimir Petlyakov (1891–1942), Nga – máy bay ném bom hạng nặng
- Julius Richard Petri (1852–1921), Đức – đĩa Petri
- Peter Petroff (1919–2004), Bulgaria – đồng hồ kỹ thuật số, máy đo nhịp tim, thiết bị thời tiết
- Fritz Pfleumer (1881–1945), Đức – băng từ
- Auguste Piccard (1884–1962), Thụy Sĩ – tàu ngầm Bathyscaphe
- Gregory Goodwin Pincus (1903–1967), cùng Min Chueh Chang (1908–1991), Mỹ/Trung Quốc – thuốc tránh thai uống kết hợp
- Nikolay Ivanovich Pirogov (1810–1881), Nga – sử dụng ether gây mê, gây mê trong phẫu thuật chiến trường, nhiều kỹ thuật phẫu thuật tiên phong
- Fyodor Pirotsky (1845–1898), Nga – tàu điện chạy điện
- Arthur Pitney (1871–1933), Mỹ – máy đóng dấu bưu phí (postage meter)
- Hippolyte Pixii (1808–1835), Pháp – máy phát điện Pixii (Pixii dynamo)
- Joseph Plateau (1801–1883), Bỉ – phenakistiscope (thiết bị hoạt hình quay)
- Baltzar von Platen (1898–1984), Thụy Điển – tủ lạnh hấp thụ khí
- James Leonard Plimpton (1828–1911), Mỹ – giày trượt patin bốn bánh
- Ivan Plotnikov (1902–1995), Nga – da kirza
- Roy Plunkett (1910–1994), Mỹ – Teflon
- Petrache Poenaru (1799–1875), Romania – bút máy
- Christopher Polhem (1661–1751), Thụy Điển – khóa móc hiện đại
- Nikolai Polikarpov (1892–1944), Nga – máy bay dòng Po, bao gồm Po-2 (song phi cơ sản xuất nhiều nhất)
- Eugene Polley (1915–2012), Mỹ – điều khiển từ xa không dây (cùng Robert Adler)
- Ivan Polzunov (1728–1766), Nga – động cơ hơi nước hai xi-lanh đầu tiên
- Mikhail Pomortsev (1851–1916), Nga – máy đo mây (nephoscope)
- Olivia Poole (1889–1975), Mỹ – địu nhún trẻ em Jolly Jumper
- Alexander Popov (1859–1906), Nga – tiên phong vô tuyến, chế tạo máy thu radio kiêm máy phát hiện sét
- Nikolay Popov (1931–2008), Nga – xe tăng chiến đấu chủ lực đầu tiên dùng turbine khí (T-80)
- Josef Popper (1838–1921), Áo – truyền tải năng lượng bằng điện
- Aleksandr Porokhovschikov (1892–1941), Nga – Vezdekhod (nguyên mẫu xe tăng và xe bánh xích lưỡng cư đầu tiên)
- Ignazio Porro (1801–1875), Ý – lăng kính Porro, máy ảnh quét
- Valdemar Poulsen (1869–1942), Đan Mạch – máy ghi từ tính dây, bộ biến đổi hồ quang
- Joseph Priestley (1733–1804), Anh – nước soda
- Alexander Procofieff de Seversky (1894–1974), Nga/Mỹ – thiết bị ngắm bom ổn định con quay, ionocraft, phát triển tiếp nhiên liệu trên không
- Alexander Prokhorov (1916–2002), Nga – đồng phát minh laser và maser
- Petro Prokopovych (1775–1850), Đế quốc Nga – khung tổ ong, tấm ngăn chúa, cải tiến nuôi ong
- Sergey Prokudin-Gorsky (1863–1944), Nga/Pháp – phương pháp ảnh màu ba lớp, phim màu, phim màu động
- Mark Publicover (sinh năm 1958), Mỹ – lưới bảo vệ cho bạt nhún giá rẻ đầu tiên
- George Pullman (1831–1897), Mỹ – toa xe ngủ Pullman
- Michael I. Pupin (1858–1935), Serbia – cuộn tải (pupinization), bộ dao động điều chỉnh
- Tivadar Puskas (1844–1893), Hungary – tổng đài điện thoại

### Q
- Calvin Quate (1923–), cùng với Gerd Binnig (1947–) và Christoph Gerber (?–), Mỹ/Đức/Thụy Sĩ – Kính hiển vi lực nguyên tử (Atomic Force Microscope)
- Adolphe Quetelet (1796–1874), Pháp/Bỉ – chỉ số cân nặng cơ thể (BMI)

### R
- Jacob Rabinow (1910–1999), Mỹ – ly hợp hạt từ (Magnetic particle clutch), nhiều bằng sáng chế liên quan đến máy hát đĩa
- John Goffe Rand (1801–1873), Mỹ – tuýp đựng (ống chứa chất lỏng như sơn, màu vẽ)
- Muhammad ibn Zakarīya Rāzi (Rhazes) (865–965), Ba Tư/Iran – phương pháp chưng cất và chiết xuất, axit sulfuric và axit hydrochloric, xà phòng, dầu hỏa, đèn dầu hỏa, hóa trị liệu, natri hydroxit
- Alec Reeves (1902–1971), Anh – điều chế xung mã (Pulse-code modulation)
- Karl von Reichenbach (1788–1869), Đức – paraffin, dầu creosote, phenol
- Tadeus Reichstein (1897–1996), Ba Lan/Thụy Sĩ – quy trình Reichstein (tổng hợp công nghiệp vitamin C)
- Ira Remsen (1846–1927), Mỹ – saccharin
- Ralf Reski (sinh năm 1958), Đức – bioreactor rêu (1998)
- Josef Ressel (1793–1857), Tiệp Khắc – chân vịt tàu thủy
- Ri Sung-gi (1905–1996), Triều Tiên – sợi Vinylon
- Charles Francis Richter (1900–1985), Mỹ – thang đo độ lớn động đất Richter
- Adolph Rickenbacker (1886–1976), Thụy Sĩ – guitar điện
- Hyman George Rickover (1900–1986), Mỹ – tàu ngầm hạt nhân
- Niklaus Riggenbach (1817–1899), Thụy Sĩ – hệ thống đường sắt răng cưa Riggenbach, phanh đối áp
- Dennis Ritchie (1941–2011), Mỹ – ngôn ngữ lập trình C
- Gilles de Roberval (1602–1675), Pháp – cân Roberval
- John Roebuck (1718–1794), Anh – quy trình buồng chì (tổng hợp axit sulfuric)
- Francis Rogallo (1912–2009), Mỹ – cánh Rogallo
- Heinrich Rohrer (1933–2013), cùng với Gerd Binnig (1947–), Thụy Sĩ/Đức – kính hiển vi quét đường hầm (Scanning tunneling microscope)
- Pyotr Đại Đế (Peter I the Great) (1672–1725), Nga – tiền tệ thập phân, câu lạc bộ du thuyền, dây đo độ sâu có quả nặng tách rời
- Wilhelm Conrad Röntgen (1845–1923), Đức – máy X-quang
- Ida Rosenthal (1886–1973), Belarus/Nga/Mỹ – áo ngực hiện đại (hãng Maidenform), tiêu chuẩn cỡ cúp, áo ngực cho con bú, áo ngực cho người đầy đặn, áo ngực nâng đỡ có đường may đầu tiên (cùng chồng William)
- Sidney Rosenthal (1907–1979), Mỹ – bút lông Magic Marker
- Eugene Roshal (sinh năm 1972), Nga – trình quản lý tệp FAR, định dạng RAR, phần mềm nén WinRAR
- Boris Rosing (1869–1933), Nga – truyền hình CRT (hệ thống truyền hình đầu tiên sử dụng CRT ở phía thu)
- Guido van Rossum (sinh năm 1956), Hà Lan – ngôn ngữ lập trình Python
- Jean-François Pilâtre de Rozier (1754–1785), Pháp – khinh khí cầu Rozière
- Ernő Rubik (sinh năm 1944), Hungary – khối Rubik, Rubik's Magic và Rubik's Clock
- Ernst Ruska (1906–1988), Đức – kính hiển vi điện tử

### S
- Albert Bruce Sabin (1906–1993), Mỹ – vắc-xin bại liệt đường uống
- Alexander Sablukov (1783–1857), Nga – quạt ly tâm
- Şerafeddin Sabuncuoğlu (1385–1468), Thổ Nhĩ Kỳ – sách giải phẫu minh họa
- Gilles Saint-Hilaire (sinh năm 1948), Canada – Quasiturbine, Qurbine
- Andrei Sakharov (1921–1989), Nga – máy phát từ thông nén bằng thuốc nổ, đồng phát triển bom Tsar và tokamak
- Jonas Edward Salk (1914–1995), Mỹ – vắc-xin bại liệt tiêm
- Franz San Galli (1824–1908), Ba Lan/Nga – bộ tản nhiệt (radiator), hệ thống sưởi trung tâm hiện đại
- Frederick Sanger (1918–2013), Mỹ – phương pháp giải trình tự Sanger (giải trình tự DNA)
- Larry Sanger (sinh năm 1968), cùng Jimmy Wales, Mỹ – Wikipedia
- Yoshiyuki Sankai (khoảng 1957–), Nhật Bản – bộ xương ngoài hỗ trợ vận động (y học)
- Alberto Santos-Dumont (1873–1932), Brazil – khinh khí cầu mềm và máy bay
- Arthur William Savage (1857–1938) – lốp radial, băng đạn súng, súng Savage Model 99
- Thomas Savery (1650–1715), Anh – động cơ hơi nước
- Adolphe Sax (1814–1894), Bỉ – kèn saxophone
- Vincent Joseph Schaefer (1906–1993), Mỹ – gieo mây bằng đá khô
- Bela Schick (1877–1967), Hungary – xét nghiệm bạch hầu
- Hugo Schiff (1834–1915), Đức – thử nghiệm Schiff (mô học)
- Pavel Schilling (1786–1837), Estonia/Nga – điện báo điện từ đầu tiên, mìn kíp điện
- Gilmore Schjeldahl (1912–2002), Mỹ – túi nôn trên máy bay
- Hubert Schlafly (1919–2011), Mỹ – máy nhắc chữ (Teleprompter)
- Wilhelm Schlenk (1879–1943), Đức – bình Schlenk (hóa học)
- Bernhard Schmidt (1879–1935), Estonia/Đức – máy ảnh Schmidt
- Otto Schmitt (1913–1998), Mỹ – mạch Schmitt Trigger (điện tử)
- Christian Schnabel (1878–1936), Đức – dao nĩa đơn giản
- Kees A. Schouhamer Immink (sinh năm 1946), Hà Lan – đóng góp chính cho đĩa CD
- August Schrader (1807–1894), Mỹ – van Schrader cho lốp hơi
- David Schwarz (1852–1897), Croatia – khí cầu cứng (tiền thân Zeppelin)
- Raymond Scott (1908–1994), Mỹ – công nghệ nhạc điện tử
- Marc Seguin (1786–1875), Pháp – cầu treo dây cáp thép
- Hanaoka Seishū (1760–1835), Nhật Bản – thuốc gây mê toàn thân
- Ted Selker (phát minh 1987), Mỹ – cần trỏ (Pointing stick)
- Sennacherib (705–681 TCN), Iraq (Lưỡng Hà) – bơm trục vít
- Léon Serpollet (1858–1907), Pháp – nồi hơi flash, xe hơi chạy hơi nước Gardner-Serpollet
- Iwan Serrurier (1878–1953), Hà Lan/Mỹ – Moviola (dùng dựng phim)
- Mark Serrurier (1904–1988), Mỹ – dàn Serrurier cho kính thiên văn quang học
- Gerhard Sessler (sinh năm 1931), Đức – micro electret, micro silicon
- Guy Severin (1926–2008), Nga – hệ thống hỗ trợ hoạt động ngoài không gian (EVA)
- Ed Seymour (khoảng 1949), Mỹ – sơn xịt (aerosol paint)
- Leonty Shamshurenkov (1687–1758), Nga – xe tự hành đầu tiên (tiền thân xe đạp và ô tô), đồng hồ đo đường, xe trượt tự động
- Ibn al-Shatir (1304–1375), Syria – thiết bị “hộp trang sức” kết hợp la bàn và đồng hồ mặt trời đa năng
- Bi Sheng (990–1051), Trung Quốc – in chữ rời bằng đất sét
- Murasaki Shikibu (khoảng 973–1025), Nhật Bản – tiểu thuyết tâm lý
- Pyotr Shilovsky (1871–1957), Nga/Anh – xe gyrocar
- Masatoshi Shima (sinh năm 1943), Nhật Bản – vi xử lý
- Fathullah Shirazi (khoảng 1582), Ấn Độ Mughal – súng nhiều nòng kiểu volley gun
- Joseph Shivers (1920–2014), Mỹ – sợi Spandex
- William Bradford Shockley (1910–1989), Mỹ – đồng phát minh transistor
- Henry Shrapnel (1761–1842), Anh – đạn pháo Shrapnel
- Vladimir Shukhov (1853–1939), Nga – cracking nhiệt (quy trình Shukhov), cấu trúc vỏ mỏng, cấu trúc kéo căng, cấu trúc hyperboloid, gridshell, đường ống dầu hiện đại, bồn chứa hình trụ
- Sheikh Muszaphar Shukor (sinh năm 1972), Malaysia – nghiên cứu tăng trưởng tế bào và kết tinh protein, vi sinh vật trong không gian
- Augustus Siebe (1788–1872), Đức/Anh – bộ đồ lặn tiêu chuẩn
- Sir William Siemens (1823–1883), Đức – lò tái sinh
- Werner von Siemens (1816–1892), Đức – thang máy điện, Electromote (xe buýt điện đầu tiên), máy phát điện sơ khai
- Al-Sijzi (khoảng 945–1020), Ba Tư/Iran – thiên cầu địa tâm
- Igor Sikorsky (1889–1972), Nga/Mỹ – máy bay bốn động cơ đầu tiên, máy bay chở khách và ném bom, trực thăng hiện đại
- Bernard Silver (1924–1963), cùng Norman Joseph Woodland (1921–2012), Mỹ – mã vạch
- Kia Silverbrook (sinh năm 1958), Úc – máy in Memjet, nhà sáng chế nhiều bằng sáng chế nhất thế giới
- Vladimir Simonov (sinh năm 1935), Nga – súng trường tấn công dưới nước APS, súng lục dưới nước SPP-1
- Charles Simonyi (sinh năm 1948), Hungary – ký pháp Hungarian (Hungarian notation)
- Ibn Sina (Avicenna) (980–1037), Ba Tư/Iran – chưng cất hơi nước, tinh dầu, dược điển, dược lâm sàng, thử nghiệm lâm sàng, thử nghiệm ngẫu nhiên có đối chứng, cách ly, phẫu thuật ung thư, liệu pháp ung thư, liệu pháp thuốc, trị liệu bằng thảo dược
- Isaac Singer (1811–1875), Mỹ – máy may
- B. F. Skinner (1904–1990), Mỹ – hộp điều kiện hóa thao tác (operant conditioning chamber)
- Nikolay Slavyanov (1854–1897), Nga – hàn hồ quang điện có que bọc thuốc
- Alexander Smakula (1900–1983), Ukraine/Nga/Mỹ – lớp phủ chống phản xạ
- Michael Smith (1932–2000), Mỹ – đột biến điểm có chủ đích (site-directed mutagenesis)
- Oliver Smithies (1925–2017), cùng Sir Martin John Evans (sinh 1941) và Mario Capecchi (sinh 1937), Mỹ – chuột knock-out, kỹ thuật nhắm trúng đích gen
- Yefim Smolin, Nga – ly thủy tinh (stakan granyonyi)
- Friedrich Soennecken (1848–1919), Đức – bìa còng, dụng cụ đục lỗ giấy
- Su Song (1020–1101), Trung Quốc – đĩa xích đầu tiên
- Marin Soljačić (sinh năm 1974), Croatia – truyền năng lượng cảm ứng cộng hưởng
- Edwin Southern (sinh năm 1938), Mỹ – phương pháp Southern blot (sinh học phân tử)
- Alfred P. Southwick (1826–1898), Mỹ – ghế điện
- Igor Spassky (sinh năm 1926), Nga – bệ phóng Sea Launch
- Percy Spencer (1894–1970), Mỹ – lò vi sóng
- Elmer Ambrose Sperry (1860–1930), Mỹ – lái tự động bằng con quay hồi chuyển
- Lyman Spitzer (1914–1997), Mỹ – thiết bị Stellarator (vật lý nhiệt hạch)
- Bhargav Sri Prakash (sinh năm 1977), Ấn Độ/Mỹ – nền tảng Learnification, hệ thống thực tế ảo, hệ thống tránh va chạm điện từ, thiết bị đo hiệu suất truyền động xe dựa trên OBD
- Ladislas Starevich (1882–1965), Nga/Pháp – hoạt hình con rối, phim kết hợp người đóng và hoạt hình
- Gary Starkweather (sinh năm 1938), Mỹ – máy in laser, quản lý màu
- Boris Stechkin (1891–1969), Nga – đồng phát triển Sikorsky Ilya Muromets và xe tăng Tsar, động cơ nhiệt và động cơ máy bay Liên Xô
- George Stephenson (1781–1848), Anh – đường sắt chạy hơi nước
- Simon Stevin (1548–1620), Hà Lan – xe buồm (land yacht)
- Andreas Stihl (1896–1973), Thụy Sĩ/Đức – cưa xích điện
- Robert Stirling (1790–1878), Scotland – động cơ Stirling
- Aurel Stodola (1859–1942), Slovakia – tua-bin khí
- Aleksandr Stoletov (1839–1896), Nga – pin mặt trời đầu tiên dựa trên hiệu ứng quang điện ngoài
- Levi Strauss (1829–1902), Mỹ – quần jean xanh (blue jeans)
- John Stringfellow (1799–1883), Anh – máy bay chạy hơi nước
- Bjarne Stroustrup (sinh năm 1950), Đan Mạch – ngôn ngữ lập trình C++
- Almon Strowger (1839–1902), Mỹ – tổng đài điện thoại tự động
- Emil Strub (1858–1909), Thụy Sĩ – hệ thống đường sắt răng cưa Strub
- Abd al-Rahman al-Sufi (Azophi) (903–986), Ba Tư/Iran – thiên cầu giữ giờ, thiên cầu hàng hải, thiên cầu khảo sát
- Kyota Sugimoto (1882–1972), Nhật Bản – máy đánh chữ tiếng Nhật
- Mutsuo Sugiura (1918–1986), Nhật Bản – ống soi dạ dày-tá tràng-thực quản
- Pavel Sukhoi (1895–1975), Nga – máy bay tiêm kích dòng Su
- Simon Sunatori (sinh năm 1959), Canada – bút MagneScribe, gia vị Magic Spicer
- Sushruta (600 TCN), Ấn Độ Vệ Đà – phẫu thuật tạo hình, phẫu thuật đục thủy tinh thể, tạo hình mũi
- Theodor Svedberg (1884–1971), Thụy Điển – siêu ly tâm phân tích
- Joseph Swan (1828–1914), Anh – đèn sợi đốt
- Robert Swanson (1905–1994), Canada – còi hơi nhiều âm (cho đầu máy diesel)
- Remi Swierczek (sinh năm 1958), Ba Lan – hệ thống nhận dạng nhạc và máy đổi tiền xu (Mico Changer)
- Andrei Sychra (khoảng 1773/76–1850), Lithuania/Nga, gốc Czech – guitar bảy dây kiểu Nga
- Vladimir Syromyatnikov (1933–2006), Nga – hệ thống ghép nối tàu vũ trụ Androgynous Peripheral Attach System
- Simon Sze (sinh năm 1936), Đài Loan/Mỹ, cùng Dawon Kahng (1931–1992), Hàn Quốc – MOSFET cổng nổi
- Leó Szilárd (1898–1964), Hungary/Mỹ – đồng phát triển bom nguyên tử, sáng chế lò phản ứng hạt nhân, khởi xướng Dự án Manhattan

### T
- Muhammad Salih Tahtawi (khoảng 1659–1660), Ấn Độ Mughal – quả địa cầu liền khối và quả cầu thiên văn
- Gyula Takátsy (1914–1980), Hungary – đĩa Microtiter đầu tiên
- Esther Takeuchi (sinh năm 1953), Mỹ – sở hữu hơn 150 bằng sáng chế tại Hoa Kỳ (nhiều nhất đối với phụ nữ tại Mỹ)
- Igor Tamm (1895–1971), Nga – đồng phát triển tokamak
- Ching W. Tang (sinh năm 1947), Hồng Kông/Mỹ, cùng Steven Van Slyke, Mỹ – OLED (đi-ốt phát quang hữu cơ)
- Mardi bin Ali al-Tarsusi (khoảng 1187), Trung Đông – máy bắn đá đối trọng, mangonel
- Gustav Tauschek (1899–1945), Áo – bộ nhớ trống từ (drum memory)
- Kenyon Taylor (phát minh năm 1961), Mỹ – màn hình flip-disc
- Bernard Tellegen (1900–1990), Hà Lan – đèn pentode
- Edward Teller (1908–2003), Hungary – bom nhiệt hạch (bom hydro)
- Eli Terry (1772–1852), Mỹ – cải tiến trong sản xuất đồng hồ (sản xuất hàng loạt đồng hồ)
- Nikola Tesla (1856–1943), Croatia/Serbia – động cơ cảm ứng, thí nghiệm điện cao áp / tần số cao, truyền tải điện năng
- Léon Theremin (1896–1993), Nga – nhạc cụ Theremin, hệ thống quét xen kẽ (interlace), báo động chống trộm, Terpsitone, Rhythmicon (máy trống đầu tiên), thiết bị nghe lén “The Thing”
- Charles Xavier Thomas de Colmar (1785–1870), Pháp – máy tính Arithmometer
- Elihu Thomson (1853–1937), Anh/Mỹ – nhà phát minh prolific, đèn hồ quang và nhiều phát minh khác
- William Thomson, Nam tước Kelvin (1824–1907), Anh – thang nhiệt độ tuyệt đối Kelvin
- Eric Tigerstedt (1887–1925), Phần Lan – âm thanh trên phim (sound-on-film), đèn điện tử ba cực (triode vacuum tube)
- Kalman Tihanyi (1897–1947), Hungary – đồng phát minh ống tia âm cực và iconoscope
- Mikhail Tikhonravov (1900–1974), Nga – đồng phát triển Sputnik 1 (vệ tinh nhân tạo đầu tiên) cùng Korolyov và Keldysh, thiết kế các Sputnik tiếp theo
- Gavriil Adrianovich Tikhov (1875–1960), Nga – máy quang phổ lông vũ
- Benjamin Chew Tilghman (1821–1897), Mỹ – phun cát (sandblasting)
- Fedor Tokarev (1871–1968), Nga – súng ngắn bán tự động TT-33 và súng trường tự nạp SVT-40
- Ray Tomlinson (phát minh 1971), Mỹ – email liên máy tính đầu tiên
- Evangelista Torricelli (1608–1647), Ý – áp kế (barometer)
- Alfred Traeger (1895–1980), Úc – radio đạp chân (pedal radio)
- Richard Trevithick (1771–1833), Anh – động cơ hơi nước áp suất cao, đầu máy hơi nước toàn kích thước đầu tiên
- Franc Trkman (1903–1978), Slovenia – công tắc điện, phụ kiện mở cửa sổ
- Hans Tropsch (1889–1935), cùng Franz Joseph Emil Fischer (1877–1947), Đức – quy trình Fischer–Tropsch (chuyển đổi than/hydrocarbon thành nhiên liệu lỏng)
- Yuri Trutnev (sinh năm 1927), Nga – đồng phát triển bom Tsar
- Roger Y. Tsien (1952–2016), cùng Osamu Shimomura (1928–2018) và Martin Chalfie (sinh năm 1947), Mỹ – khám phá và phát triển protein huỳnh quang xanh (GFP)
- Konstantin Tsiolkovsky (1857–1935), Nga – lý thuyết du hành không gian (cha đẻ du hành vũ trụ)
- Mikhail Tsvet (1872–1919), Nga – sắc ký (chromatography), đặc biệt là sắc ký hấp phụ (phương pháp sắc ký đầu tiên)
- Alexei Tupolev (1925–2001), Nga – Tupolev Tu-144 (máy bay chở khách siêu âm đầu tiên)
- Andrei Tupolev (1888–1972), Nga – máy bay chở khách tầm xa chạy động cơ turboprop (Tu-114), máy bay ném bom chiến lược (Tu-95)
- Nasīr al-Dīn al-Tūsī (1201–1274), Ba Tư/Iran – đài quan sát, Tusi-couple (cơ cấu hình học)
- Sharaf al-Dīn al-Tūsī (1135–1213), Ba Tư/Iran – thước đo thiên văn tuyến tính (linear astrolabe)

### U
- Shintaro Uda (1869–1976), cùng với Hidetsugu Yagi (1886–1976), Nhật Bản – ăng-ten Yagi-Uda
- Lewis Urry (1927–2004), Canada – pin kiềm (alkaline battery) có tuổi thọ dài
- Tomislav Uzelac, Croatia – trình phát MP3 đầu tiên thành công (AMP)

### V
- Ira Van Gieson (1866–1913), Mỹ – thuốc nhuộm Van Gieson (mô học)
- Theophilus Van Kannel (1841–1919), Mỹ – cửa xoay (1888)
- Vladimir Veksler (1907–1966), Nga – synchrophasotron, đồng phát minh synchrotron
- John Venn (1834–1923), Anh – sơ đồ Venn (1881)
- Auguste Victor Louis Verneuil (1856–1913), Pháp – quy trình Verneuil (tăng trưởng tinh thể)
- Pierre Vernier (1580–1637), Pháp – thước Vernier (1631)
- Lucien Vidi (1805–1866), Pháp – máy ghi áp suất khí (barograph)
- Edgar Villchur (1917–2011), Mỹ – hệ thống treo âm học (loa Acoustic suspension)
- Artturi Ilmari Virtanen (1895–1973), Phần Lan – thức ăn chăn nuôi AIV và nhiều cải tiến khác
- Alessandro Volta (1745–1827), Ý – pin điện (Voltaic pile)
- Bernard Vonnegut (1914–1997), cùng Henry Chessin và Richard E. Passarelli Jr., Mỹ – gieo mây bằng bạc iodua
- Ivan Vučetić (1858–1925), Croatia – phương pháp phân loại dấu vân tay

### W
- Paul Walden, (1863–1957), Latvia/Nga/Đức – Đảo ngược Walden (Walden inversion), Ethylammonium nitrate (chất lỏng ion ở nhiệt độ phòng đầu tiên)
- Jimmy Wales, (sinh năm 1966), cùng Larry Sanger, Mỹ – Wikipedia
- Madam C.J. Walker, (1867–1919), Mỹ – sản phẩm làm đẹp và chăm sóc tóc cho phụ nữ Mỹ gốc Phi
- Barnes Wallis, (1887–1979), Anh – bom nảy (bouncing bomb)
- Frederick Walton, (khoảng 1834–1928), Anh – sàn Linoleum
- Aldred Scott Warthin, (1866–1931), cùng Allen Chronister Starry, (1890–1973), Mỹ – phương pháp nhuộm Warthin–Starry (mô học)
- Robert Watson-Watt, (1892–1973), Scotland – radar vi sóng
- James Watt, (1736–1819), Scotland – cải tiến động cơ hơi nước
- Thomas Wedgwood, (1771–1805), Anh – bức ảnh đầu tiên (chưa cố định vĩnh viễn)
- Carl Auer von Welsbach, (1858–1929), Áo – áo đèn gas (gas mantle), ferrocerium (hợp kim bật lửa)
- Jonas Wenström, (1855–1893), Thụy Điển – hệ thống điện ba pha
- George Westinghouse, (1846–1914), Mỹ – phanh khí nén cho đường sắt
- Charles Wheatstone, (1802–1875), Anh – đàn concertina, kính lập thể (stereoscope), micro, mật mã Playfair, pseudoscope, máy phát điện (dynamo)
- Richard T. Whitcomb, (1921–2009), Mỹ – cánh siêu tới hạn (supercritical airfoil), winglet
- Eli Whitney, (1765–1825), Mỹ – máy tách hạt bông (cotton gin)
- Frank Whittle, (1907–1996), Anh – đồng phát minh động cơ phản lực
- Otto Wichterle, (1913–1989), Tiệp Khắc – kính áp tròng mềm
- Norman Wilkinson, (1878–1971), Anh – ngụy trang Dazzle (cho tàu chiến)
- Charles Thomson Rees Wilson, (1869–1959), Anh – buồng mây (cloud chamber)
- Paul Winchell, (1922–2005), Mỹ – tim nhân tạo
- Sergei Winogradsky, (1856–1953), Nga – cột Winogradsky (nuôi vi sinh vật)
- Niklaus Wirth, (sinh năm 1934), Thụy Sĩ – ngôn ngữ lập trình Pascal
- A. Baldwin Wood, (1879–1956), Mỹ – bơm lưu lượng lớn
- Norman Joseph Woodland, (1921–2012), cùng Bernard Silver, (1924–1963), Mỹ – mã vạch
- Granville Woods, (1856–1910), Mỹ – điện báo đường sắt đa kênh đồng bộ
- James Homer Wright, (1869–1928), Mỹ – phương pháp nhuộm Wright (mô học)
- Anh em nhà Wright, Orville (1871–1948) và Wilbur (1867–1912), Mỹ – máy bay có động cơ đầu tiên
- Arthur Wynne, (1862–1945), Anh – trò chơi ô chữ (crossword puzzle)

### X
- Yi Xing (683–727), Trung Quốc - đồng hồ thiên văn

### Y
- Pavel Yablochkov (1847–1894), Nga – nến Yablochkov (đèn hồ quang carbon điện đầu tiên khả thi thương mại)
- Hidetsugu Yagi (1886–1976), cùng Shintaro Uda (1896–1976), Nhật Bản – ăng-ten Yagi-Uda
- Alexander Yakovlev (1906–1989), Nga – máy bay dòng Yak, bao gồm Yakovlev Yak-40 (máy bay phản lực khu vực đầu tiên)
- Linus Yale, Jr. (1821–1868), Mỹ – khóa xi lanh
- Linus Yale, Sr. (1797–1858), Mỹ – khóa chốt bi (pin tumbler lock)
- Shunpei Yamazaki (sinh năm 1942), Nhật Bản – nhiều bằng sáng chế trong khoa học máy tính và vật lý chất rắn (xem danh sách nhà phát minh nhiều bằng sáng chế)
- Gazi Yasargil (sinh năm 1925), Thổ Nhĩ Kỳ – vi phẫu thần kinh (microneurosurgery)
- Ryōichi Yazu (1878–1908), Nhật Bản – máy tính cơ học Yazu (Yazu Arithmometer)
- Gunpei Yokoi (1941–1997), Nhật Bản – Game Boy
- Arthur M. Young (1905–1995), Mỹ – trực thăng Bell
- Vladimir Yourkevitch (1885–1964), Nga/Pháp/Mỹ – thiết kế thân tàu hiện đại
- Tu Youyou (sinh năm 1930), Trung Quốc – artemisinin (thuốc chống sốt rét)
- Sergei Yudin (1891–1954), Nga – truyền máu từ xác và các kỹ thuật y khoa khác
- Muhammad Yunus (sinh năm 1940), Bangladesh – tín dụng vi mô, tài chính vi mô
- Abu Yusuf Yaqub (khoảng năm 1274), Ma-rốc/Tây Ban Nha – đại bác công thành
- Abraham Albert Yuzpe (phát minh khoảng 1974), Mỹ – phác đồ Yuzpe (một dạng thuốc tránh thai khẩn cấp)

### Z
- Abu al-Qasim al-Zahrawi (Abulcasis) (936–1013), Hồi giáo Tây Ban Nha - chỉ khâu phẫu thuật catgut, dụng cụ phẫu thuật khác nhau và các thiết bị nha khoa
- Frank Zamboni (1901–1988), Hoa Kỳ - Mạ băng
- Giuseppe Zamboni (1776–1846), Ý - cọc Zamboni (pin sơ khai)
- Ludwik Łazarz Zamenhof (1859–1917), Nga / Ba Lan - Quốc tế ngữ
- Walter Zapp (1905–2003),Latvia / Estonia / Đức - Minox (máy ảnh siêu nhỏ)
- Abū Ishāq Ibrāhīm al-Zarqālī (Arzachel) (1028–1087), Hồi giáo Tây Ban Nha - almanac, Equatorium, thước trắc tinh vạn năng
- Yevgeny Zavoisky (1907–1976), Nga - quang phổ EPR, đồng phát triển của quang phổ NMR
- Nikolay Zelinsky (1861–1953), Nga - mặt nạ khí than lọc hiệu quả đầu tiên trên thế giới
- Ferdinand von Zeppelin (1838–1917), Đức - Zeppelin
- Frits Zernike (1888–1966), Hà Lan - Kính hiển vi tương phản pha
- Tang Zhongming (1897–1980), Trung Quốc - động cơ đốt trong chạy bằng than củi
- Jian Zhou (1957–1999), cùng với Ian Hector Frazer (1953–), Trung Quốc / Hoa Kỳ - vắc-xin HPV chống ung thư cổ tử cung
- Nikolai Zhukovsky (1847–1921), Nga - một đường hầm gió ban đầu, đồng phát triển của xe tăngTsar
- Karl Ziegler (1898–1973), cùng với Giulio Natta (1903–1979), Đức / Ý - chất xúc tác Ziegler – Natta
- Franz Ziehl (1857–1926), cùng với Friedrich Neelsen (1854–1898), Đức - Ziehl – chất nhuộm Neelsen (mô học)
- Konrad Zuse (1910–1995),Đức - phát minh ra máy tính đa năng có thể lập trình đầu tiên (Z1, Z2, Z3, Z4)
- Vasily Zvyozdochkin (1876–1956), Nga - búp bê matryoshka (cùng với Sergey Malyutin)
- Vladimir Zworykin (1889–1982), Nga / Mỹ - ống phát hình iconoscope, máy hoạt ảnh